# Tonga
Tonga, oficialmente Reino de Tonga, (en tongano: Pule'anga Fakatu'i 'o Tonga; en inglés: Kingdom of Tonga) es un país soberano insular ubicado en Oceanía integrado dentro de la Polinesia y constituido como una monarquía parlamentaria. A través de su territorio marítimo, limita al norte con la colectividad de ultramar francesa de Wallis y Futuna y con Samoa; al noreste con Samoa Americana; al este con los territorios de Niue e islas Cook, pertenecientes a Nueva Zelanda; y al oeste con Fiyi. Al sur, las islas más próximas son las islas Kermadec, también bajo el dominio de Nueva Zelanda. Su capital y ciudad más poblada es Nukualofa.
Con un área de 747 km², Tonga ocupa el lugar 186.º en tamaño entre los países del mundo. Está formado por la unión de más de 177 islas, también conocidas como las Islas de los Amigos, de las cuales aproximadamente 36 están habitadas. La población del reino es ligeramente superior a 100 000 habitantes, lo que se traduce en una densidad demográfica de 139 hab./km². La mayor parte de su población es seguidora de alguna iglesia cristiana y habla los dos idiomas oficiales del país: el inglés y el tongano. Los lapita arribaron al actual territorio de Tonga entre los años 1500 y 1000 a. C. Desarrollaron su propia cultura e incluso crearon un Imperio que se extendió a otras islas del Pacífico. Los primeros europeos en llegar al archipiélago fueron los neerlandeses Willem Schouten y Jacob Le Maire en 1616. En 1845 Jorge Tupou I unificó el territorio en un reino y promulgó la constitución del país.
En 1900 Tonga se convirtió en protectorado británico, obteniendo formalmente la independencia en 1970. Gracias a las reformas del siglo XXI, el país se convirtió en una monarquía parlamentaria. Actualmente, Tonga es miembro de la Organización de las Naciones Unidas (ONU), la Mancomunidad de Naciones, la Organización Mundial del Comercio y el Foro de las Islas del Pacífico. Tonga es un país en desarrollo, cuya economía es similar a la de sus países vecinos. Depende fuertemente del turismo y de la explotación de sus productos agrícolas. La infraestructura, los servicios públicos, la educación y el sistema de atención a la salud se encuentran desarrollados, pero aún enfrentan varios retos. La cultura tongana todavía conserva muchas características de sus primeros pobladores y es reconocida a nivel mundial por su música, danzas, gastronomía, deportes y festividades.

## Etimología
La pronunciación adecuada del nombre Tonga en tongano es ['toŋa]. En muchas lenguas polinesias, la palabra Tonga significa «sur», de modo que, probablemente el archipiélago recibió este nombre debido a su localización al sur de las islas de Samoa. No obstante, los habitantes de Tonga consideran que el nombre del país significa «jardín».

## Historia
Las evidencias arqueológicas demuestran que los primeros habitantes de Tonga llegaron navegando desde las Islas Santa Cruz —actualmente parte de las Islas Salomón, aunque su ecosistema con especies únicas es similar al de Vanuatu— como parte de las primeras migraciones de un pueblo antiguo conocido como lapita. Los descendientes directos de dicho grupo son los melanesios. Los lápitas se distribuyeron por Fiyi, Tonga y Samoa alrededor del 1500 a. C., de modo que llegaron al actual territorio tongano entre los años 1500 a. C. y 1000 a. C.
Los lápitas eran un pueblo avanzado que vivían de la pesca y la horticultura, navegaban y elaboraban piezas de cerámica. Este pueblo se estableció y vivió durante mil años en los archipiélagos de Tonga, Samoa, y Fiyi, antes de que los exploradores europeos descubrieran las Islas Marquesas, Tahití y las otras islas del Pacífico Sur. Por este motivo, algunos autores consideran a Tonga, Samoa y Fiyi como la «cuna de la cultura y civilización de Polinesia». En el siglo XII, los tonganos formaron una red de interacciones, compuesta por aventureros, guerreros y navegantes, que fue conocida como Tu’i Tonga, o en español, Imperio tui tonga. Este fue un poderoso Estado en la región, que conquistó muchas de las islas vecinas de Niue y Tikopia.

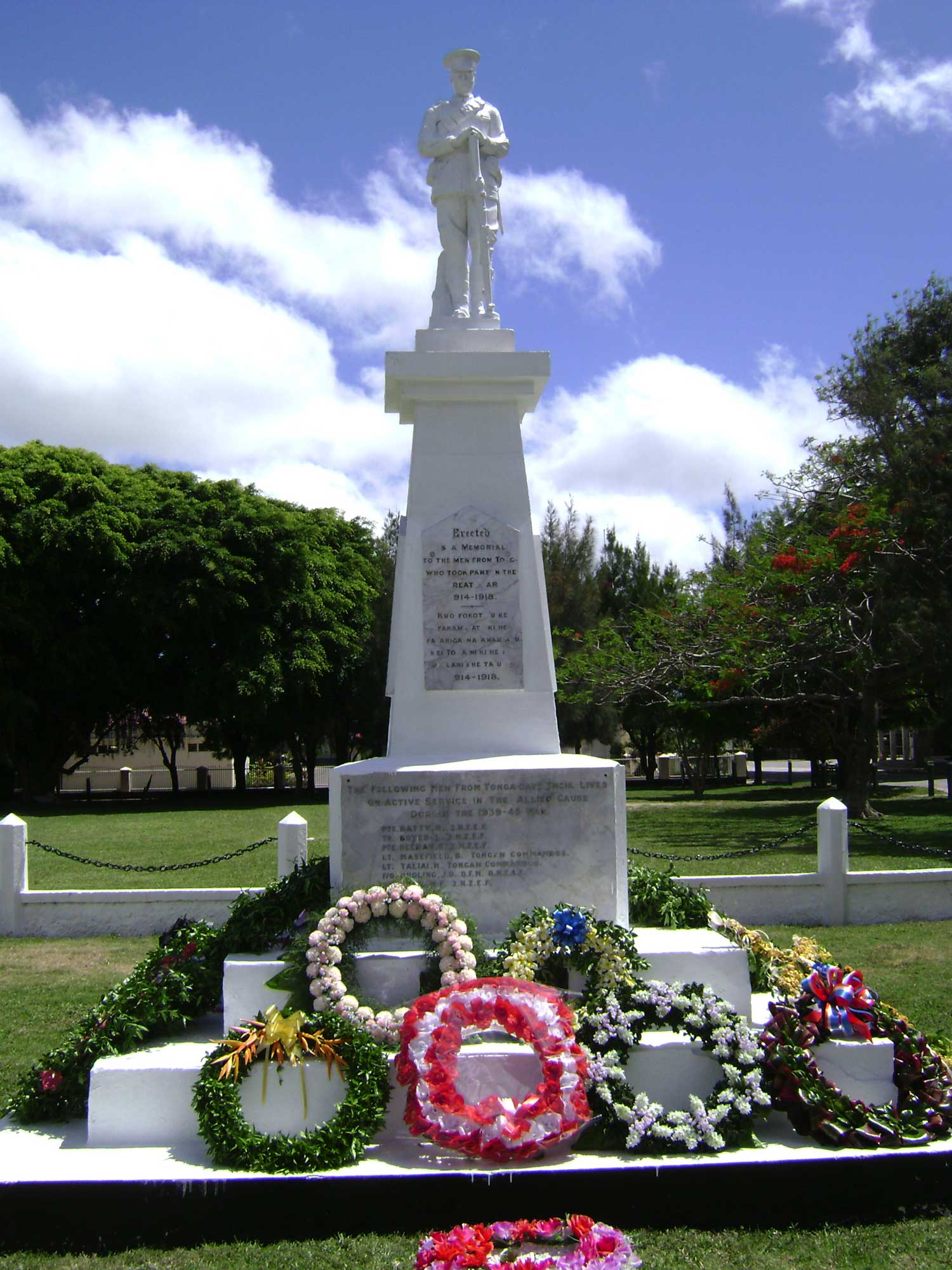
Monumento en homenaje a los tonganos que participaron en la Primera Guerra Mundial.

Las guerras civiles, en los siglos XV y XVII, debilitaron al Imperio Tuʻi Tonga. Los primeros europeos arribaron a las islas poco antes del desarrollo del segundo conflicto. Los primeros en llegar fueron los españoles que atracaron con en la isla con un grupo de exploración, que entabló amistosamente relaciones con los nativos. En 1643 Abel Tasman, el primer europeo en llegar a Tasmania y Nueva Zelanda, pasó por las islas de Tongatapu y Ha'apai. Un siglo después, en 1773, Tonga fue visitada por James Cook, primer europeo en arribar a Australia y Hawái, quien les dio el nombre de «Islas de los Amigos». En 1822 desembarcaron los metodistas, uno de los primeros grupos de misioneros que llegaron a las islas, liderados por Walter Buller.
En 1845 Tonga se unificó como el Reino de Polinesia gracias al rey Tāufaʻāhau, conocido también como Jorge Tupou I, el primer rey de Tonga. En 1875, con la ayuda del misionero inglés Shirley Baker, el rey Jorge declaró a Tonga como una monarquía constitucional y nombró a Baker como su primer ministro. El gobierno de Tonga adoptó el estilo de la realeza europea, creó un código civil y limitó el poder de los jefes tribales. Incluso cuando estuvo expuesta a las fuerzas colonizadoras, Tonga siempre contó con un rey nativo de ascendencia indígena, un hecho único entre los países del continente y una de las razones por las que sus pobladores aún siguen confiando en su sistema de gobierno.
El 18 de marzo de 1900 Tonga se convirtió en un protectorado del Reino Unido por medio de un tratado de amistad. La pandemia de gripe de 1918 se esparció por las islas y cobró la vida de 1800 tonganos, aproximadamente el 8% de la población de aquella época. Tonga participó en la Primera Guerra Mundial con el envío de tropas al lado de las Fuerzas Expedicionarias de Nueva Zelanda. Durante la Segunda Guerra Mundial, los militares tonganos participaron en los enfrentamientos en las Islas Salomón, además de que Tongatapu se convirtió en un punto estratégico donde las fuerzas neozelandesas y estadounidenses se encontraban estacionadas.
Bajo el mandato de la reina Carlota Tupou III, el país recobró su independencia plena en 1970, cuando el tratado de amistad llegó a su fin y la nación dejó de ser un territorio bajo la administración británica. Ese mismo año Tonga se convirtió en un miembro de la Mancomunidad de Naciones, e ingresó a la Organización de las Naciones Unidas en 1999. Tonga es la única monarquía soberana entre las naciones insulares del océano Pacífico, además fue la única nación de la región que evitó la colonización europea formal.
En 2006 se dieron una serie de disturbios en la capital, que entre otras cosas, fueron originados por la exigencia del pueblo para tener un gobierno más democrático. Como consecuencia, Taufa'ahau Tupou IV dejó el trono en manos de su hijo, Jorge Tupou V, quien llevó a cabo una serie de reformas que restaron poder al rey, otorgaron mayor importancia al primer ministro y llevaron a la creación de un parlamento, la Asamblea Legislativa, y con ello al establecimiento de una monarquía parlamentaria. Tupou V murió en 2012, su hermano Tupou VI le sucedió en el trono.

## Límites
Limita al norte con la colectividad de ultramar francesa de Wallis y Futuna y con Samoa; al noreste con Samoa Americana; al este con los territorios de Niue e islas Cook, pertenecientes a Nueva Zelanda; y al oeste con Fiyi. Al sur, las islas más próximas son las islas Kermadec, también bajo el dominio de Nueva Zelanda. Su capital y ciudad más poblada es Nukualofa.

## Gobierno y política

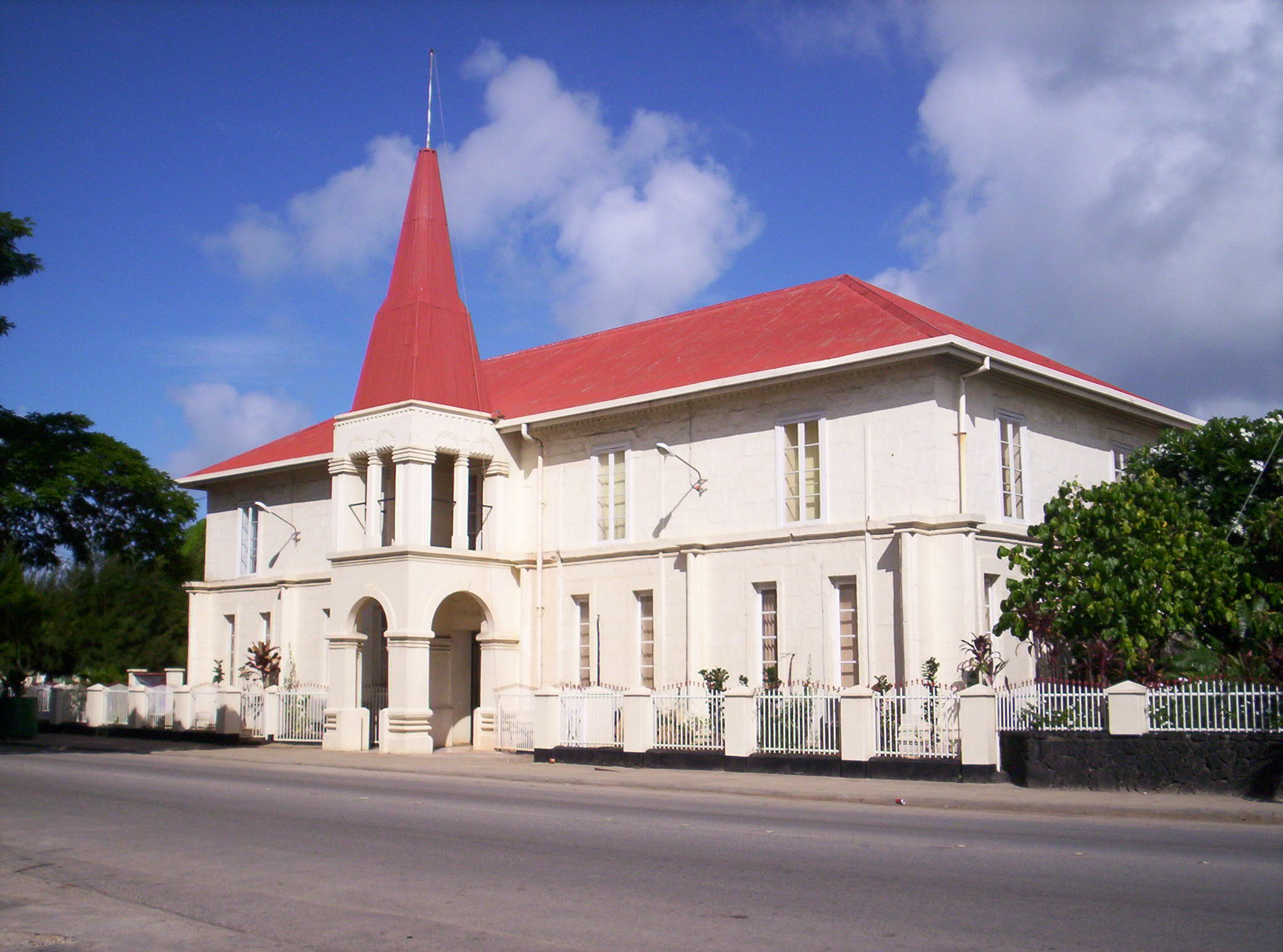
Sede de la Asamblea Legislativa en Nukualofa.

Tonga es la única monarquía hereditaria constitucional del Pacífico. La actual Constitución fue ratificada por el rey Jorge Tupou I el 4 de noviembre de 1875. Su implementación fue una etapa importante en el desarrollo del país y culminó las actividades políticas de Tupou I encaminadas a modernizar la sociedad tongana y garantizar la estabilidad interna y la unidad del país. Gracias a esta constitución Tonga se constituyó como el único territorio formalmente independiente en Oceanía durante el siglo XIX.
La constitución se compone de tres secciones y 115 artículos y está entre las más estrictas e inflexibles del mundo, ya que cualquier cambio requiere un proceso complicado y el cumplimiento total de varias condiciones. La Asamblea Legislativa tiene el derecho de hacer cambios a las leyes básicas del país, pero estos cambios tienen que pasar por tres lecturas en la cámara, y luego ser enviados al rey. Si el Consejo Privado y el Gobierno son unánimes en el apoyo a una enmienda constitucional, esta todavía tiene que ser aprobada por el rey, y sólo entrará en vigor tras su firma. Sin embargo, la Asamblea no puede modificar los artículos de la «ley de la libertad» —aquellos que hacen referencia a la Declaración de los Derechos y Deberes—, los que están sujetos a los reyes —la herencia del trono y el título— y a los consejos locales.
Desde 2008 comenzó a tomar forma una nueva reforma política, cuando se crearon específicamente para este fin la Comisión Constitucional y la Comisión Electoral, cada una compuesta por cinco personas, cuyo principal objetivo es elaborar propuestas para modificar las secciones de la constitución que hablan sobre el poder ejecutivo, las autoridades electorales y los principios de las relaciones mutuas entre ambas, así como participar en los procesos electorales en Tonga.

### Monarquía y poder ejecutivo

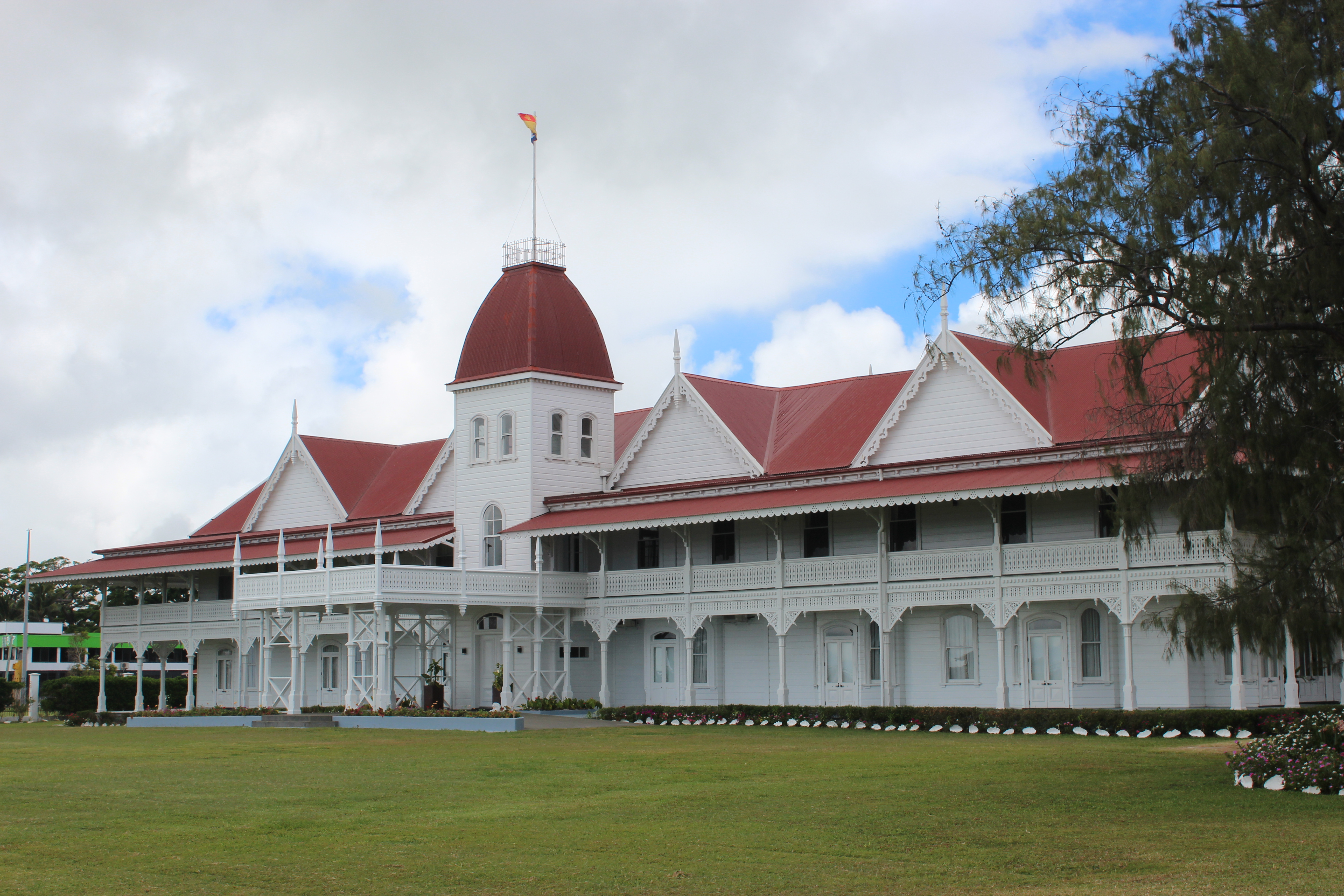
El Palacio Real de Tonga preserva la identidad sagrada del rey.

En Tonga, el jefe de Estado es el rey, una posición que está ocupada por Tupou VI desde el 18 de marzo de 2012. El principio de la sucesión al trono está establecido en el artículo 32 de la Constitución. El heredero es el hijo mayor del rey y la reina. En caso de muerte o de otro impedimento de los primogénitos, el sucesor se convierte en el próximo hijo mayor. Si en este caso tampoco puede tomar el trono, este es ocupado por el hijo siguiente, y así sucesivamente, siempre a través del linaje real masculino. Si esta línea de sucesión se ha roto, el trono se entrega a la hija mayor y sus herederos, volviendo a la línea masculina al final del reinado femenino. Sin embargo, si ninguna de las hijas de la pareja real no permanece en el país, el trono pasa a su descendencia y herederos legales o al primer ministro. Si no hay herederos legítimos, el rey puede nombrar a su sucesor con la aprobación de la Cámara de los Pares. Si esto no ha sucedido, el primer ministro llama a una reunión de la Asamblea Legislativa para elegir a alguno de sus jefes como rey, estableciendo así una nueva dinastía.
Cualquier miembro de la Familia Real que posea el derecho de sucesión necesita del consentimiento del rey para casarse. El matrimonio del heredero sin tal consentimiento real puede implicar la pérdida de su derecho de sucesión al trono. Además de lo anterior, el trono no puede ser ocupado por alguien que haya cometido un crimen o que padezca alguna deficiencia mental.
Según la Constitución, la identidad del rey es sagrada y es el gobernante de todos los jefes y del pueblo de Tonga, gobierna el país junto con sus ministros. Todos los proyectos de ley aprobados por la Asamblea Legislativa deben ser revisados y sancionados por el rey antes de entrar en vigor. El rey de Tonga es el comandante supremo de las Fuerzas Armadas, nombra a todos los oficiales que rigen la preparación y el control de las fuerzas armadas y tiene el derecho de declarar la guerra, con la aprobación de la Asamblea Legislativa. El rey también tiene el derecho exclusivo de convocar y disolver a la Asamblea Legislativa, así como el derecho a firmar tratados con otros Estados siempre que cumplan con la legislación nacional. El rey no puede, sin embargo, cambiar las funciones de la Asamblea Legislativa.
El gobierno está compuesto por el primer ministro, el Ministro de Asuntos Exteriores, el ministro de las Tierras y el ministro de Policías, entre otros, que son nombrados por el rey. Los ministros pueden ser destituidos del cargo por la Asamblea Legislativa si sus actividades van contra las leyes. Los ministros del gabinete son miembros del Consejo Privado y de la Asamblea Legislativa. Cada ministro está obligado a elaborar un informe anual para dar a conocer las actividades realizadas por su ministerio. A su vez, el rey transmite el informe a la Asamblea Legislativa. Si la Asamblea presenta alguna duda relacionada con las acciones de alguno de los ministerios, entonces el ministro responsable deberá responder a estas cuestiones.

### Poder legislativo
La Asamblea Legislativa representa al poder legislativo y está compuesta por los miembros del Consejo Privado y del Gabinete de Ministros, además de los Representantes Populares y los Representantes Nobles. Los Representantes Populares, así como los Representantes Nobles, son electos cada tres años y ocupan la Cámara de Representantes de los Nobles. En total, son elegidos nueve representantes de cada circunscripción, por sus pares; los Representantes Populares son electos por los votantes. El Presidente de la Asamblea es nombrado por el rey.
De acuerdo con la Constitución de Tonga, la Asamblea Legislativa se encarga de la elaboración de las leyes. Para que un proyecto de ley entre en vigor, debe ser primero aprobado por la mayoría absoluta de votos en tres lecturas. Tras su aprobación en la Asamblea, el rey debe decidir si aprueba o no la ley. Si la sanciona, la nueva ley se publica oficialmente, de modo que la fecha de publicación coincide con la fecha de promulgación. El rey tiene el derecho de rechazar los proyectos de ley. Un proyecto de ley vetado por el rey solo puede volver a ser discutido por la Asamblea Legislativa hasta el siguiente periodo después del veto.

Estandarte Real de Tonga.

### Poder judicial
El sistema judicial de Tonga comprende el Consejo Privado, el Tribunal de Apelaciones, la Corte Suprema de Justicia, los tribunales de primera instancia y el Tribunal de Tierras de Tonga. El Consejo Privado de Tonga es un órgano de asesoría del rey, quien también realiza determinadas funciones judiciales. Si no hay consenso en la Corte Suprema en una determinada acción, se podrá someter al Consejo Privado, que debe juzgar el caso. La decisión del Consejo Privado es definitiva, sin ser capaz de reexaminar un proceso penal. En este caso, todas las decisiones del Consejo deberán ser firmadas por el ministro responsable. Por otra parte, el Consejo Privado puede apelar la decisión del juez de la Tierra en casos sobre las propiedades y títulos hereditarios.
El Tribunal de Apelación de Tonga está formado por el presidente del Tribunal Supremo del Reino y otros jueces nombrados por el rey, con el consentimiento del Consejo Privado. El Tribunal tiene el derecho exclusivo y el poder para revisar los casos y decidir sobre los recursos interpuestos contra las decisiones de los Tribunales Superiores o de la Tierra, a excepción de las cuestiones relacionadas con la propiedad y títulos hereditarios.
El Tribunal Supremo de Tonga está formado por el Jefe de Justicia y otros jueces nombrados por el rey, con el consentimiento del Consejo Privado. La Corte Suprema tiene el derecho exclusivo de juzgar los procesos de la ley común y sancionar las violaciones de la constitución y las leyes de los Estados, así como las cuestiones relativas a los tratados con otras naciones, ministros y cónsules, y los casos que involucren a los agentes diplomáticos, cónsules y el derecho del mar.
Durante el año 2007, en Tonga se reportaron 2316 delitos, 640 contra la persona humana y 1400 contra la propiedad.

### Relaciones exteriores
Tonga mantiene relaciones diplomáticas con varios países. Las relaciones internacionales más antiguas con países fuera de Oceanía son las que mantiene con Francia y Alemania, ambas establecidas en con la firma de un Tratado de Amistad en 1855 y 1876, respectivamente. Sin embargo, solo Australia, China, Japón y Nueva Zelanda mantienen embajadas o a un Alto Comisionado en el país, en Nukualofa, mientras que Brasil planea abrir una embajada. Tonga cuenta con una embajada en Pekín (China). También tiene un Representante Permanente ante la Organización de las Naciones Unidas, un cónsul honorario en Londres (Reino Unido) y San Francisco (Estados Unidos) y representantes de gobierno en Australia y Nueva Zelanda. Cuando dejó de ser un protectorado británico en 1970, se convirtió en parte de la Mancomunidad de Naciones, pero hasta 1999 no se convirtió en miembro de la ONU. En 2007, obtuvo su membresía en la Organización Mundial del Comercio.

### Fuerzas armadas

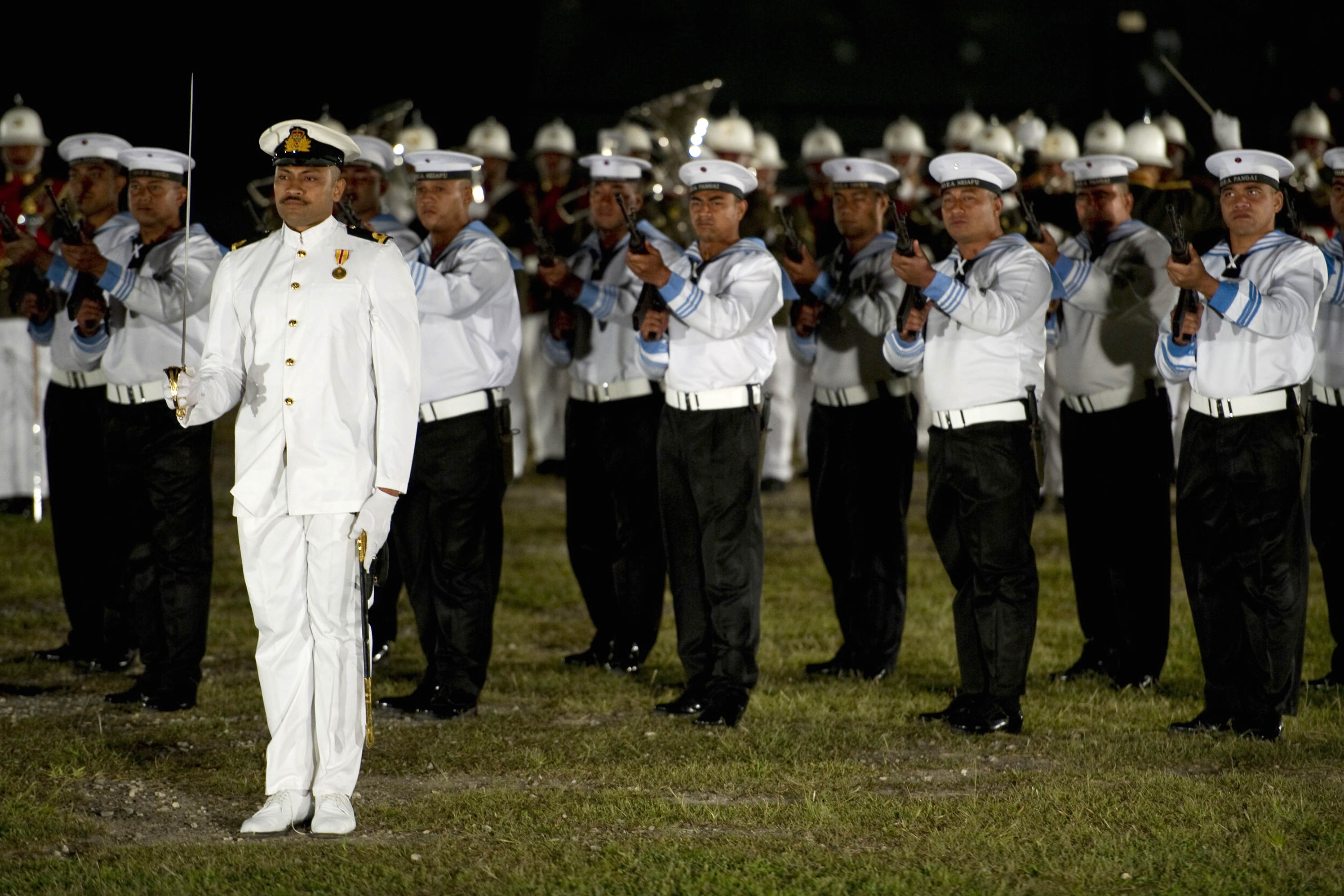
Guarda de honor de la Armada de Tonga.

Tonga tiene fuerzas armadas regulares, conocidas como las Fuerzas de Defensa de Tonga. Sus principales funciones son proteger al reino y a las autoridades civiles y ayudar a mantener la paz y el orden, entre otras funciones y deberes.  Tonga tiene una rica historia militar: participó activamente en la Primera Guerra Mundial con el envío de fuerzas expedicionarias junto a las tropas de Nueva Zelanda. Luego de participar en la Segunda Guerra Mundial las Fuerzas de Defensa se disolvieron, pero se reactivaron poco después en 1952.
En la actualidad, la Armada Tongana tiene a su servicio tres lanchas patrulleras y dos aviones ligeros. El número de miembros de las Fuerzas de Defensa de Tonga asciende a cerca de 450 personas y son apoyados por Australia, Nueva Zelanda y los Estados Unidos. En los últimos años las unidades del ejército participaron en las operaciones de la Misión Regional de Ayuda en las Islas Salomón y como parte de las fuerzas de la coalición internacional en Irak; la misión de Tonga se retiró del país en diciembre de 2008.

### Derechos humanos
En materia de derechos humanos, respecto a la pertenencia a los siete organismos de la Carta Internacional de Derechos Humanos, que incluyen al Comité de Derechos Humanos (HRC), Tonga ha firmado o ratificado:
| Tonga | Tratados internacionales  | Tratados internacionales  | Tratados internacionales  | Tratados internacionales  | Tratados internacionales  | Tratados internacionales | Tratados internacionales  | Tratados internacionales  | Tratados internacionales  | Tratados internacionales  | Tratados internacionales  | Tratados internacionales | Tratados internacionales  | Tratados internacionales  | Tratados internacionales | Tratados internacionales  | Tratados internacionales    | Tratados internacionales  |
| --- | ------------------------- | ------------------------- | ------------------------- | ------------------------- | ------------------------- | ------------------------ | ------------------------- | ------------------------- | ------------------------- | ------------------------- | ------------------------- | ------------------------ | ------------------------- | ------------------------- | ------------------------ | ------------------------- | --------------------------- | ------------------------- |
| Tonga | CESCR                     | CESCR                     | CCPR                      | CCPR                      | CCPR                      | CERD                     | CED                       | CEDAW                     | CEDAW                     | CAT                       | CAT                       | CRC                      | CRC                       | CRC                       | CRC                      | MWC                       | CRPD                        | CRPD                      |
| Tonga | CESCR                     | CESCR-OP                  | CCPR                      | CCPR-OP1                  | CCPR-OP2-DP               | CERD                     | CED                       | CEDAW                     | CEDAW-OP                  | CAT                       | CAT-OP                    | CRC                      | CRC-OP-AC                 | CRC-OP-SC                 | CRC-OP-CP                | MWC                       | CRPD                        | CRPD-OP                   |
| Pertenencia | Ni firmado ni ratificado. | Ni firmado ni ratificado. | Ni firmado ni ratificado. | Ni firmado ni ratificado. | Ni firmado ni ratificado. | Firmado y ratificado.    | Ni firmado ni ratificado. | Ni firmado ni ratificado. | Ni firmado ni ratificado. | Ni firmado ni ratificado. | Ni firmado ni ratificado. | Firmado y ratificado.    | Ni firmado ni ratificado. | Ni firmado ni ratificado. | Sin información.         | Ni firmado ni ratificado. | Firmado pero no ratificado. | Ni firmado ni ratificado. |
| Firmado y ratificado, firmado, pero no ratificado, ni firmado ni ratificado, sin información, ha accedido a firmar y ratificar el órgano en cuestión, pero también reconoce la competencia de recibir y procesar comunicaciones individuales por parte de los órganos competentes. |                           |                           |                           |                           |                           |                          |                           |                           |                           |                           |                           |                          |                           |                           |                          |                           |                             |                           |

## Organización territorial

División en distritos de Tonga.

El sistema de gobierno local no está fijado por la ley. En el país, existen comités de aldea que regulan la gestión de las villas. Todo el poder está en manos del gobierno central, que ha desarrollado varias normas y reglamentos sobre la gestión de la sociedad en su conjunto y en las ciudades y pueblos en particular. Las localidades del país se dividen en distritos y ciudades, encabezadas por los jefes de distrito o de ciudades, que se eligen por voto popular cada tres años.
Los jefes de distritos tienen las siguientes funciones: control sobre la salud, realizar un informe trimestral sobre las condiciones sanitarias en todo el distrito, la agricultura, las finanzas y otras cuestiones contempladas por la legislación. Los jefes de distrito están subordinados al jefe de ciudad. Las funciones de los jefes de ciudad son: el control de la agricultura, la salud y el orden de la ciudad, convocar a la fono (consejos populares) y la supervisión del jefe de distrito.
La elección de los representantes del pueblo en la Asamblea Legislativa de Tonga es obligación de todos los ciudadanos alfabetizados en el país con al menos 21 años de edad que pagan regularmente sus impuestos y que no padecen discapacidad mental. Cualquier persona que viole las leyes electorales es castigada con penas de prisión de hasta dos años. Esta persona solo puede volver a votar hasta después de obtener el perdón del rey.
El país está dividido en cinco distritos electorales: Tongatapu, Ha'apai, Vava'u, 'Eua y Niuafo'ou. En Tongatapu se eligen tres representantes de sus pares y tres representantes del pueblo. En Ha'apai y Vava'u, votan por dos representantes de sus pares y dos representantes del pueblo. En 'Eua y Niuafo'ou eligen un representante de sus pares y un representante del pueblo. A su vez, cada distrito se divide en islas, islotes, ciudades y aldeas.
| Distrito  | Área (km²) | Población | Capital   |
| --------- | ---------- | --------- | --------- |
| 'Eua      | 87         | 5165      | 'Ohonua   |
| Ha'apai   | 110        | 7572      | Pangai    |
| Niuas     | 72         | 1652      | Hihifo    |
| Tongatapu | 261        | 71 260    | Nukualofa |
| Vava'u    | 119        | 15 485    | Neiafu    |

## Geografía

Mapa de Tonga.

El archipiélago se sitúa en la Polinesia Occidental, ligeramente al norte del trópico de Capricornio. Su capital, Nukualofa, se localiza a aproximadamente 1770 km al noreste de Auckland, la mayor ciudad de Nueva Zelanda, y a 690 km de Suva, capital y ciudad más importante de Fiyi.
Su área total es de cerca de 747 km², de los cuales 30 están constituidos por agua. El país está formado por 171 islas, de las cuales apenas 45 están habitadas de forma permanente, lo que se traduce en que poco menos del 80 % (670 km²) del territorio esté habitado. Geográficamente, comprende tres grupos principales de islas: Tongatapu, al sur, en donde se concentra más de la mitad de la población; Vava'u, al norte; y Ha'apai, en el centro.
Las islas de procedencia volcánica son montañosas, mientras que las de origen coralino son planas. El clima es templado lluvioso, con veranos muy cálidos. El suelo, fértil, es usado para plantaciones de plátano, palmito y coco. El punto más alto del país, situado a 1033 m s. n. m., se encuentra en la isla de Kao.

### Geología
El archipiélago de Tonga se sitúa en la frontera de las placas del Pacífico y australiana, al oeste de las fosas profundas que se sitúan en sus aguas territoriales, y representa un acúmulo de territorio de origen volcánico, coralino y arrecifes. El ejemplar de roca más antiguo en el país fue hallado en la isla de 'Eua, y se remonta hasta la época del periodo Eoceno. Por lo tanto, esto nos indica que desde entonces la isla siempre estuvo por encima del nivel del mar. Por el contrario, antes de esto permaneció durante mucho tiempo sumergida. Se desconoce el tiempo exacto de existencia de Tonga. Es probable que este archipiélago tenga más de cinco millones de años de antigüedad, y que se remonte a la época del Plioceno. También se puede suponer que algunas islas surgieron al final del Mioceno, o en el mismo Neógeno.

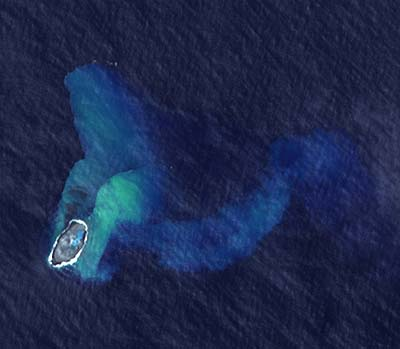
Corrientes marinas saturadas con ceniza volcánica y varios elementos químicos.

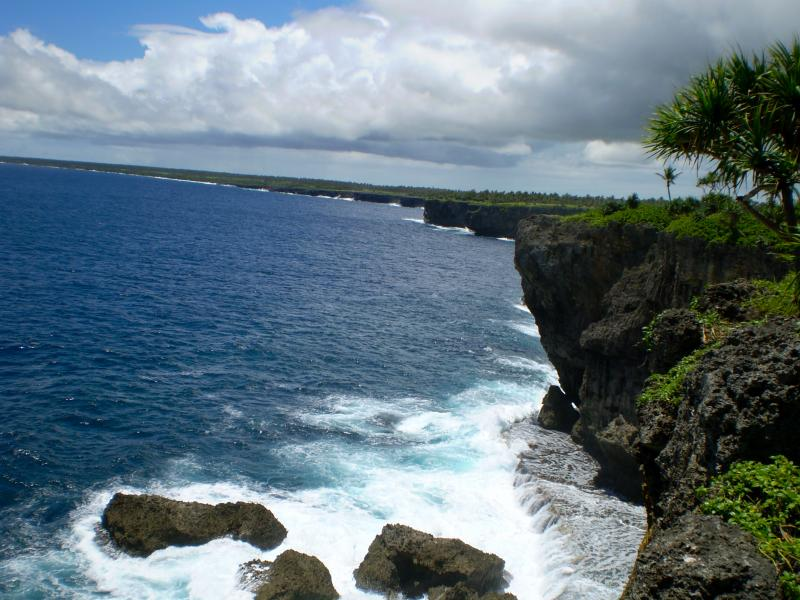
Isla de la costa oeste de Tonga.

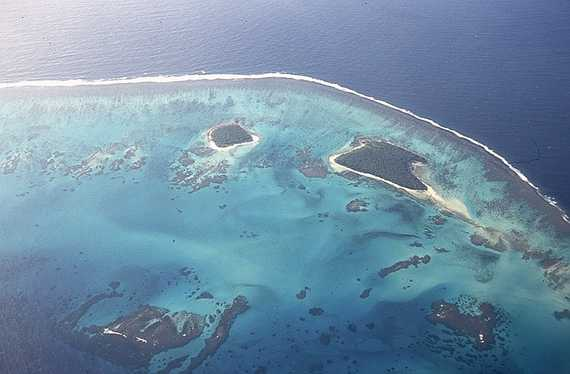
Islotes del archipiélago, pertenecientes a Ha'apai. Nótese que están rodeados por arrecifes de coral.

Las islas de origen volcánico son 'Ata, Ha'apai y Kao. Estas islas forman un arco volcánico que se extiende desde el sur —partiendo de la isla de 'Ata— al sureste, norte y noroeste. En épocas más recientes ocurrieron diversos procesos geológicos activos dentro de este arco que originaron la formación de algunas islas nuevas, sin embargo, solo una de ellas no se ha hundido.
La isla de Vava'u presenta actividad volcánica intensa y su suelo solo está compuesto de piedras calcáreas, además de estar rodeada por arrecifes. La isla de Ha'apai también presenta actividad volcánica intensa y un relieve bajo, y al igual que Vava'u tiene piedras calcáreas. Las islas de Tongatapu y 'Eua son de origen calcáreo. La primera se caracteriza por un relieve plano, pues sus colinas más elevadas no sobrepasan los 30 m s. n. m. La base de coral de la isla está cubierta por una capa de ceniza volcánica de tres metros de profundidad.
A lo largo de los últimos cien años, se registraron más de treinta y cinco erupciones volcánicas en el país. De estas, la erupción más reciente acontecida en Tonga es la del volcán submarino Hunga Tonga, en el año 2022, teniendo serias repercusiones en el país. Uno de los volcanes más grandes en Tonga, con 515 m s. n. m. y 5 km de ancho, se sitúa en la isla de Tofua. La última erupción que registró este volcán ocurrió el 18 de marzo de 2009. El volcán más alto del país, cuya cima se encuentra a 1030 m s. n. m., se ubica en la isla de Kao.
Las islas de Tonga contienen grandes depósitos de minerales, especialmente Tongatapu y Vava'u. En 2008 se encontraron grandes yacimientos de zinc, cobre, plata y oro en sus aguas territoriales.

### Clima
El clima de Tonga es tropical, con la influencia de los vientos alisios del Sudeste Asiático. El régimen de precipitaciones está ampliamente relacionado con la zona de convergencia del Pacífico Sur. Hay dos estaciones distintas: la estación lluviosa y la estación seca. La primera, también conocida como la estación de los ciclones, va de noviembre a abril, y la segunda abarca de mayo a octubre. Los meses más lluviosos del año son enero, febrero y marzo, cada uno registra hasta 250 mm de lluvia.
La temperatura promedio varía entre 26 a 23 °C. Durante los meses lluviosos —noviembre a abril— la temperatura generalmente va de 25 a 26 °C, mientras que en los meses más fríos y secos —mayo a octubre— oscila entre 21 y 24 °C. La diferencia de temperatura en las islas del norte generalmente es menos pronunciada que en las islas del sur. La temperatura máxima registrada en el país fue de 35 °C, en Vava'u, el 11 de febrero de 1979. Por su parte, la temperatura más baja fue de 8,7 °C, registrada el 8 de septiembre de 1994 en Fotuha'a. Los vientos predominantes son del este en dirección sur, que soplan a partir de mayo.
| Parámetros climáticos promedio de Nuku’alofa, Tonga | Parámetros climáticos promedio de Nuku’alofa, Tonga | Parámetros climáticos promedio de Nuku’alofa, Tonga | Parámetros climáticos promedio de Nuku’alofa, Tonga | Parámetros climáticos promedio de Nuku’alofa, Tonga | Parámetros climáticos promedio de Nuku’alofa, Tonga | Parámetros climáticos promedio de Nuku’alofa, Tonga | Parámetros climáticos promedio de Nuku’alofa, Tonga | Parámetros climáticos promedio de Nuku’alofa, Tonga | Parámetros climáticos promedio de Nuku’alofa, Tonga | Parámetros climáticos promedio de Nuku’alofa, Tonga | Parámetros climáticos promedio de Nuku’alofa, Tonga | Parámetros climáticos promedio de Nuku’alofa, Tonga | Parámetros climáticos promedio de Nuku’alofa, Tonga |
| Mes                                                 | Ene.                                                | Feb.                                                | Mar.                                                | Abr.                                                | May.                                                | Jun.                                                | Jul.                                                | Ago.                                                | Sep.                                                | Oct.                                                | Nov.                                                | Dic.                                                | Anual                                               |
| --------------------------------------------------- | --------------------------------------------------- | --------------------------------------------------- | --------------------------------------------------- | --------------------------------------------------- | --------------------------------------------------- | --------------------------------------------------- | --------------------------------------------------- | --------------------------------------------------- | --------------------------------------------------- | --------------------------------------------------- | --------------------------------------------------- | --------------------------------------------------- | --------------------------------------------------- |
| Temp. máx. abs. (°C)                                | 32                                                  | 32                                                  | 31                                                  | 30                                                  | 30                                                  | 28                                                  | 28                                                  | 28                                                  | 28                                                  | 29                                                  | 30                                                  | 31                                                  | 32                                                  |
| Temp. máx. media (°C)                               | 28                                                  | 29                                                  | 28                                                  | 27                                                  | 26                                                  | 25                                                  | 25                                                  | 24                                                  | 25                                                  | 25                                                  | 27                                                  | 27                                                  | 26.3                                                |
| Temp. media (°C)                                    | 25                                                  | 25                                                  | 25                                                  | 24                                                  | 23                                                  | 21                                                  | 21                                                  | 21                                                  | 21                                                  | 22                                                  | 23                                                  | 23                                                  | 22.8                                                |
| Temp. mín. media (°C)                               | 22                                                  | 22                                                  | 22                                                  | 21                                                  | 20                                                  | 18                                                  | 17                                                  | 18                                                  | 17                                                  | 19                                                  | 20                                                  | 20                                                  | 19.7                                                |
| Temp. mín. abs. (°C)                                | 16                                                  | 17                                                  | 15                                                  | 15                                                  | 13                                                  | 11                                                  | 10                                                  | 11                                                  | 11                                                  | 12                                                  | 13                                                  | 16                                                  | 10                                                  |
| Lluvias (mm)                                        | 130                                                 | 190                                                 | 210                                                 | 120                                                 | 130                                                 | 100                                                 | 100                                                 | 130                                                 | 110                                                 | 90                                                  | 100                                                 | 120                                                 | 1530                                                |
| Días de lluvias (≥ 1 mm)                            | 11                                                  | 13                                                  | 14                                                  | 12                                                  | 12                                                  | 10                                                  | 10                                                  | 12                                                  | 10                                                  | 10                                                  | 10                                                  | 10                                                  | 134                                                 |
| Humedad relativa (%)                                | 77                                                  | 78                                                  | 79                                                  | 76                                                  | 78                                                  | 77                                                  | 75                                                  | 75                                                  | 74                                                  | 74                                                  | 73                                                  | 75                                                  | 75.9                                                |
| Fuente: Weatherbase                                 |                                                     |                                                     |                                                     |                                                     |                                                     |                                                     |                                                     |                                                     |                                                     |                                                     |                                                     |                                                     |                                                     |

### Suelos
El suelo en gran parte de las islas se caracteriza por su fertilidad, excepto en las áreas que poseen los volcanes más nuevos. Estos se formaron principalmente a partir de la caída de cenizas volcánicas andesíticas que reposaron sobre una plataforma de corales y calcáreas. Estos suelos presentan ciertas propiedades físicas: son friables, bien estructurados, con buen drenaje y capacidad de retención de agua moderada. Los tipos de suelo varían de ácido a alcalino, con alto contenido de calcio y magnesio, alta capacidad de intercambio catiónica y saturación por bases.
Los suelos de la isla de Tongatapu son muy fértiles, apropiados para la agricultura y ganadería, en algunas zonas costeras son sensibles a la salinidad. Los suelos de la isla de 'Eua son más productivos, excepto por algunas áreas del sur de la isla, que poseen una superficie de roca de coral. En Ha'apai, hay grupos de islas predominantemente de origen coralino. Un problema serio es la erosión del suelo, que reduce significativamente su fertilidad.

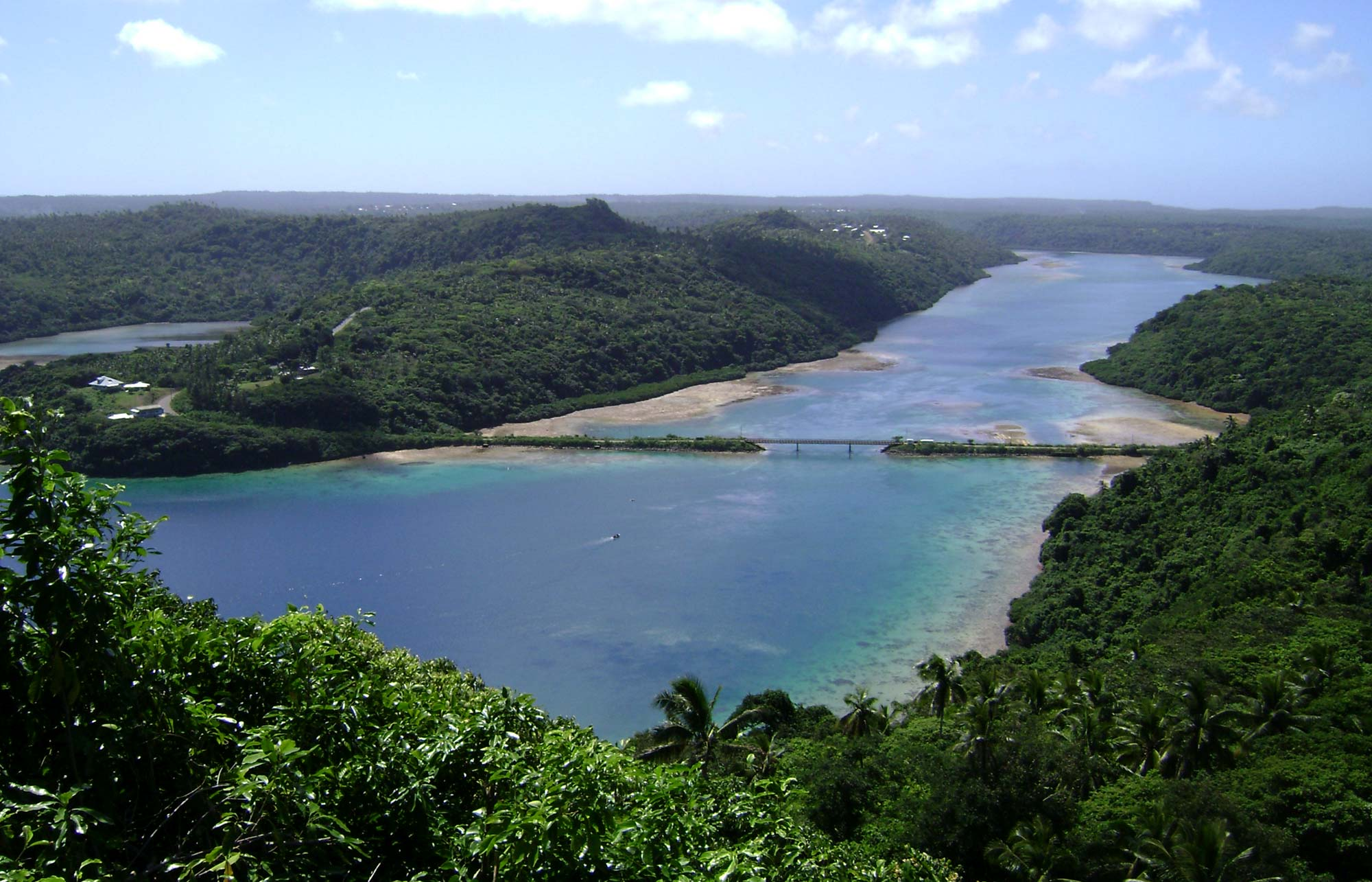
Lago en la isla de Vava'u.

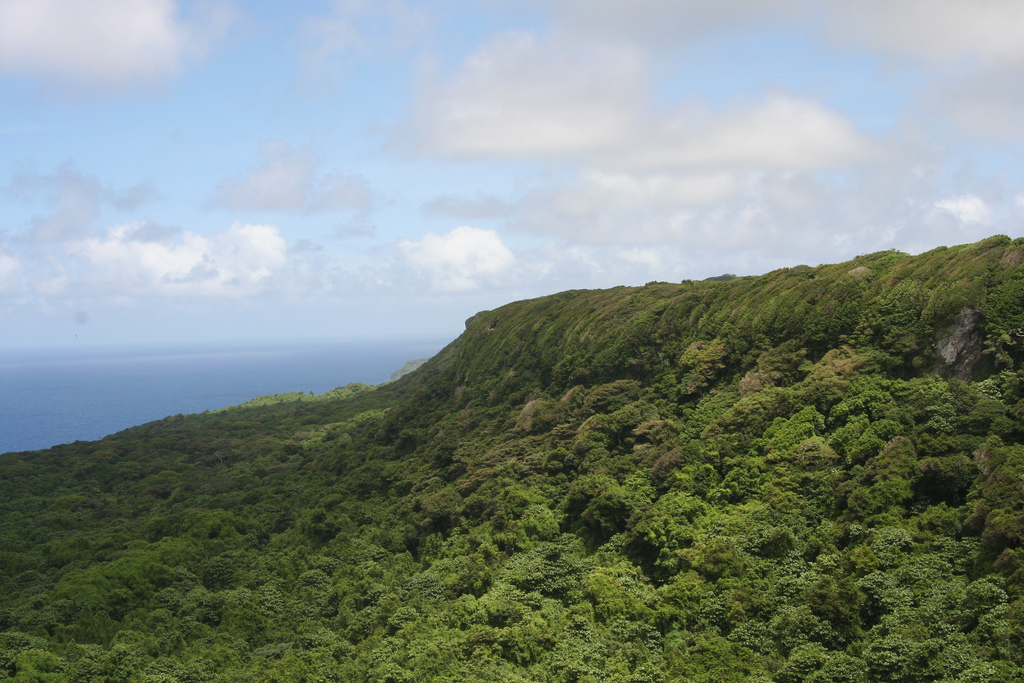
parque nacional de 'Eua.

### Hidrografía
El archipiélago cuenta con un número limitado de fuentes permanentes de agua dulce. A pesar de que el agua es retenida en el suelo debido a su porosidad, los habitantes suelen utilizar agua de lluvia recolectada en tanques con techo de hormigón o en pozos pequeños, lo que permite que tengan acceso a un poco de agua potable. La mayoría de las lagunas, lagos y arroyos están localizados en las islas volcánicas. El Vaipūua es el lago más grande de Tonga y se ubica en la isla de Vava'u. Sin embargo, las fuentes de agua dulce más importantes se encuentran en Niuafo'ou, Nomuka y Niuatoputapu.

### Flora y fauna
En general, las islas de Tonga están cubiertas con selvas tropicales de tierras bajas. Debido a que en el pasado varias secciones del bosque tropical fueron otorgadas para su uso agrícola, una parte de este territorio está cubierto por vegetación secundaria dominada por pastizales y prados de sorgo y mijo. Las zonas costeras y las áreas de cráteres volcánicos están dominadas por las plantas herbáceas. En el archipiélago hay dos parques nacionales —uno en 'Eua y otro en Vava'u— y seis reservas naturales.
Hay 770 especies de plantas vasculares registradas en Tonga, incluidas setenta especies de helechos (tres de ellas son endémicas), tres tipos de gimnospermas (de las cuales una, Podocarpus pallidus, es endémica) y 698 especies de angiospermas, nueve endémicas. La diversidad de especies varía de isla a isla; por ejemplo, en la isla de Tongatapu existen cerca de 340 especies de plantas, mientras que en Vava'u existen 107 especies.
La fauna autóctona del país es extremadamente pobre y está constituida principalmente por especies introducidas. En el archipiélago hay doce especies de reptiles (una de ellas endémica) y dos especies de murciélagos, los únicos mamíferos nativos de las islas. En la región costera se pueden encontrar tortugas marinas, moluscos y diversos peces. Aún hay un gran número de aves, 73 especies registradas, de las cuales dos son endémicas: Pachycephala jacquinoti, que vive en Vava'u, y Megapodius pritchardii, habitante de Niuafoou. Como consecuencia de la ocupación humana de otras islas de Tonga, fuera de Tongatapu y Vava'u, por lo menos 23 especies de aves se extinguieron.

## Economía

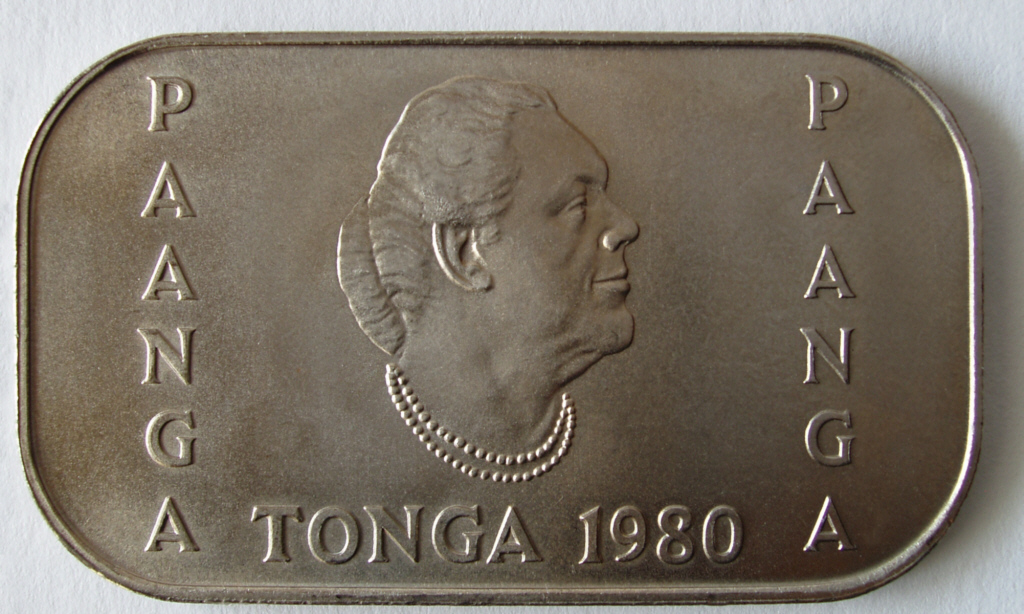
Moneda de 1980 de un pa'anga, la unidad monetaria de Tonga.

Las características que determinan la situación económica en Tonga no son diferentes a las de otros países de Oceanía: el pequeño tamaño de la zona económica, los recursos naturales limitados, la lejanía del país a los grandes mercados mundiales y la escasez de especias son algunos de los problemas que enfrenta en el campo económico. Los principales factores que pueden afectar la estabilidad económica del archipiélago son las catástrofes naturales (sequías y ciclones, en su mayoría) y las fluctuaciones en los mercados mundiales. Esto se debe al hecho de que las principales exportaciones de Tonga son los mariscos y los productos nativos de la isla (vainilla, pescado, coco, etc.) que son muy sensibles a los procesos naturales. La distancia geográfica del país de los principales mercados no solo genera altos costos de transporte, sino que también dificulta la movilidad internacional de los factores de producción.
Según datos de la CIA, la paridad de poder adquisitivo en 2013 fue de unos US$ 801 millones, y el PIB per cápita de US$ 7700 dólares. En el período entre 1973 y 1995, el crecimiento económico anual, determinado en gran medida por el gasto público y por las remesas de ultramar, totalizó en alrededor de 1,8 %. El crecimiento anual del PIB real de 1994 a 2001 fue de 2,2 % en promedio, y osciló entre 0,1 y 6,2 %, lo que indica la dependencia económica a sectores como la agricultura y el turismo. En 2007, el crecimiento del PIB fue negativo: -3,5 %, un reflejo de la debilidad de la economía de Tonga.
Según datos del censo de 2006, el 57 % de la población mayor de 15 años es económicamente activa. Sin embargo, solo el 37 % recibe una salario regular. 45 % de los hombres y el 29 % de las mujeres mayores de 15 años tienen un empleo. 17 % de los hombres trabajan en la agricultura y la pesca frente a un 19 % de las mujeres en edad de laborar. En las zonas urbanas, la tasa de desempleo es del 5,4 %, cayendo a 4,8 % en las zonas rurales. Tonga tiene un sector de infraestructura razonable y servicios sociales bien desarrolladas. El gobierno ha estimulado la inversión privada y se ha incrementado el gasto en educación y salud pública. El 27 de julio de 2007, se convirtió en el 151.º miembro de la Organización Mundial del Comercio (OMC).
El país depende de las importaciones de productos alimentarios, productos de ingeniería y vehículos, combustible y productos químicos. Es frecuente que el valor de las importaciones supere el valor de las exportaciones. En 2012, las exportaciones totalizaron US$ 8,4 millones, mientras que las importaciones sumaron US$ 121,9 millones. En 2012 sus principales socios de importaciones fueron Fiyi (38 %), Nueva Zelanda (23,5 %), Estados Unidos (10,1 %), y China (9,9 %). Por su parte, sus principales socios de exportación fueron Corea del Sur (17,8 %), Estados Unidos (16,4 %), Fiyi (10,9 %), Japón (9,2 %) y Samoa (9,1 %).

### Agricultura

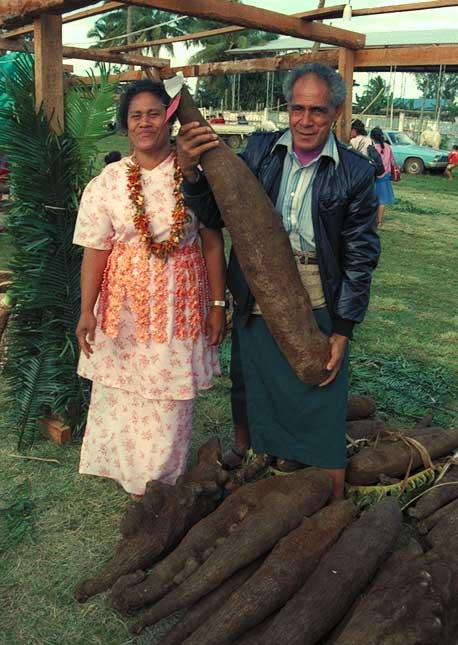
Tonganos y sus productos agrícolas.

Uno de los sectores más importantes de la economía de Tonga es la agricultura. Sin embargo, en los últimos años se ha experimentado una disminución en la participación de este sector en el PIB. Por ejemplo, en el período de 1994 a 1995, el aporte de la agricultura en el PIB fue del 34 %, mientras que en el período de 2005 a 2006, ese número se redujo a 25 %. El descenso se debe a la diversificación de la economía local, que otorgó una mayor importancia al sector servicios. El objetivo principal de este proceso es ampliar la base económica de Tonga, con el fin de fortalecer la economía en caso de futuras crisis.
Los principales productos agrícolas son el coco —esto incluye la exportación de semillas de coco, teniendo en cuenta que el endosperma de las semillas de esta planta produce el aceite de copra— el plátano, la vainilla, la calabaza, el cacao, el café, el jengibre y la pimienta negra.

### Pesca
En cuanto a la pesca, el país cuenta con una amplia zona económica exclusiva, que abarca un área de aproximadamente 700 000 km². El estado también emite licencias de pesca a los buques extranjeros para permitirles pescar en su zona económica. El principal interés de estos pescadores es el atún. Las condiciones climáticas afectan directamente a los rendimientos de la pesca, especialmente los fenómenos de El Niño y La Niña.
A finales de los años 1960, se inició la captura de langosta enfocada al aspecto comercial, y alcanzó capturas anuales de alrededor de 36 toneladas. Sin embargo, en los últimos años existió una reducción de este valor. Por otra parte, aumentó la captura de varios tipos de moluscos marinos: algunos de ellos se utilizan para el consumo interno y para confeccionar recuerdos para los turistas. El gobierno también alentó a la crianza de ostras y perlas y, en la mayoría de los casos, la experiencia es exitosa. El principio de la crianza de los moluscos en el país tuvo lugar en 1960; en 1993 se inició en las islas de Vava'u un proceso para crear granjas de cultivo comercial de perlas.

### Turismo

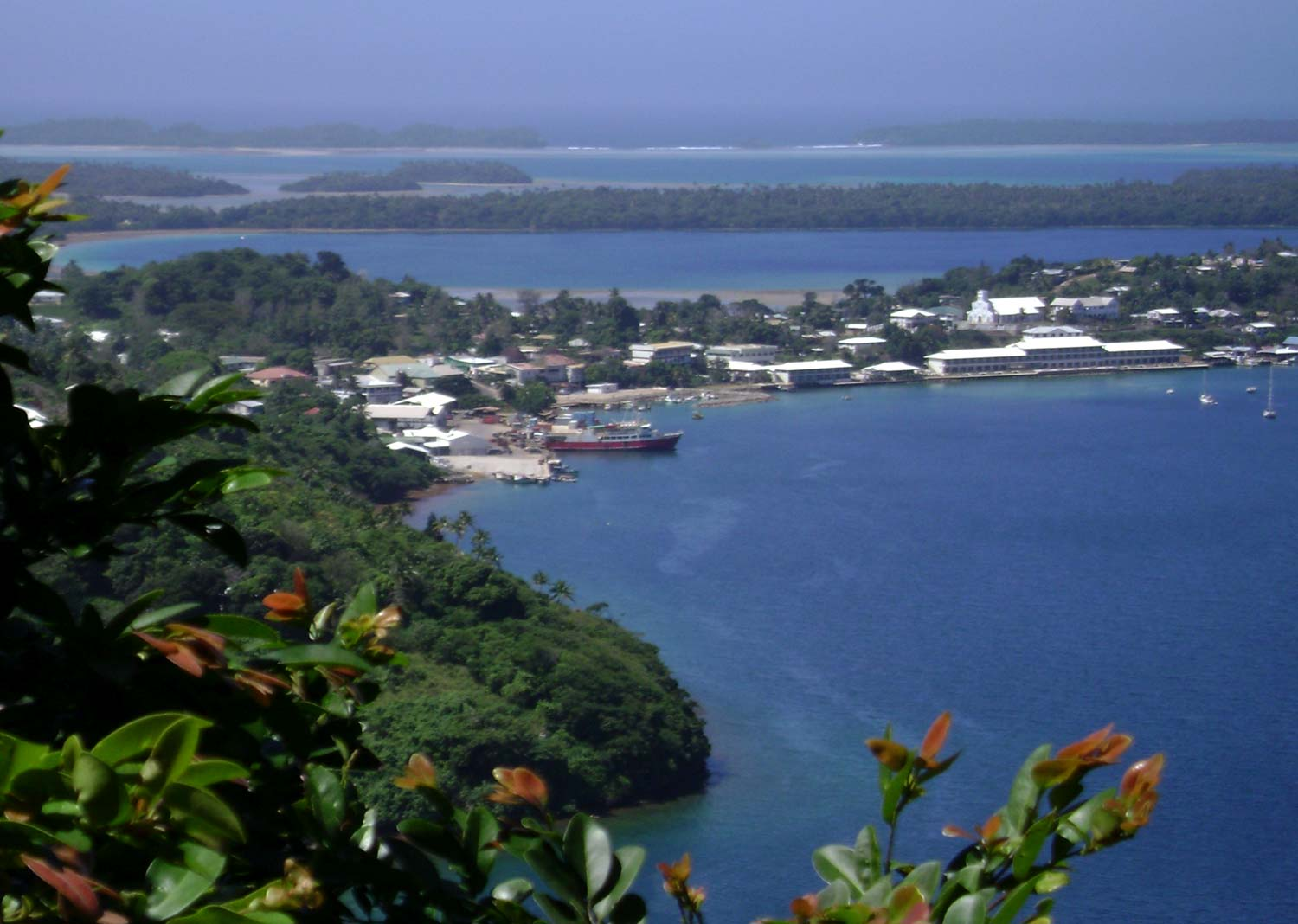
Vista aérea de Neiafu.

En los años siguientes a la independencia de Tonga, el turismo fue relativamente débil. En 1966 se dio el primer paso importante hacia el desarrollo del turismo en el archipiélago, con la construcción del hotel más grande del país, el International Dateline Hotel. En la actualidad, el turismo juega un papel importante en la economía de Tonga, y es una de sus principales fuentes de ingresos de divisas. En 2011, el país recibió la visita de 94 960 visitantes, un aumento de más de 18 000 turistas en relación con 2006, cuando fue visitado por 76 286 personas. La nación recibió turistas de Nueva Zelanda, Australia, Estados Unidos, Japón, Fiyi, Canadá y Alemania. En 2011, los principales motivos de los viajes a Tonga eran las vacaciones y las visitas a amigos y parientes, y los principales tipos de actividades recreativas para los extranjeros fueron la pesca deportiva, el buceo, el turismo cultural, la natación, el surf y acampar. Los ciudadanos de varios países no necesitan una visa para entrar al país.

## Infraestructura

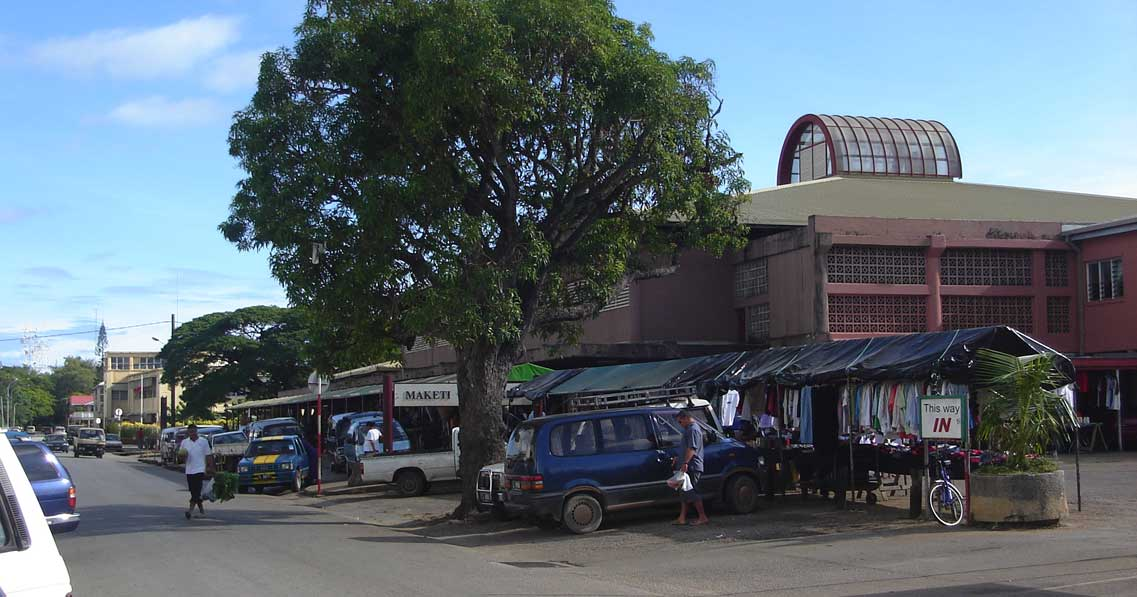
El mercado de Talamahu, en Nuku'alofa.

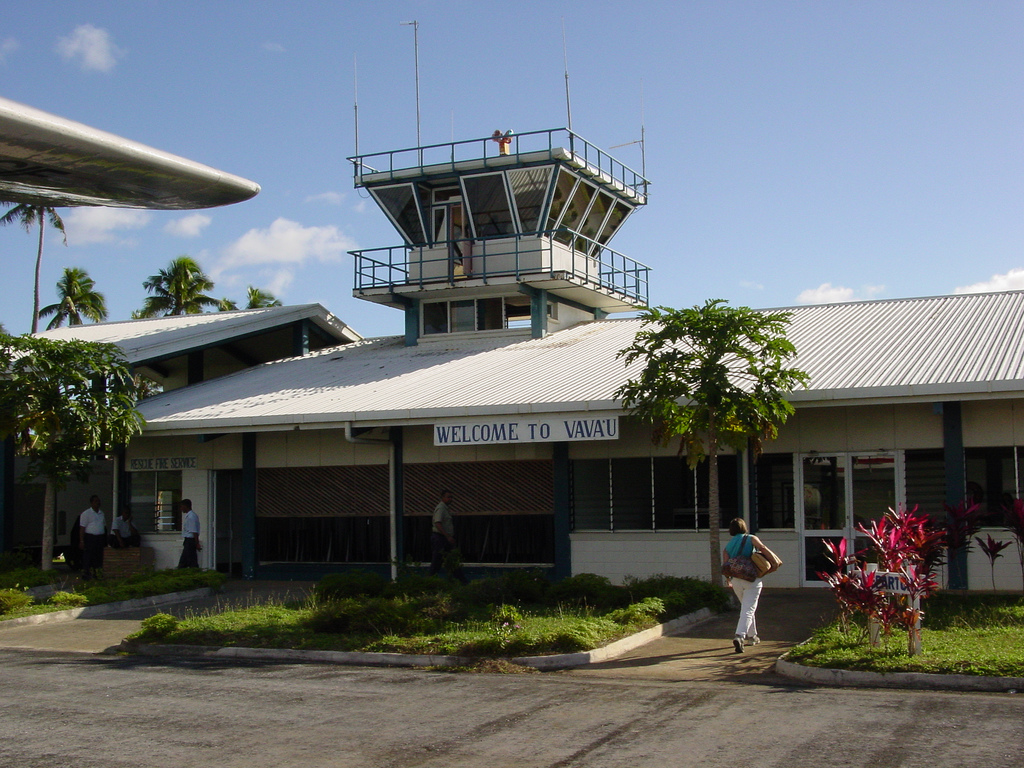
Aeropuerto de Vava'u.

### Energía y servicios
De acuerdo con el censo de 2006, solo un 15 % de los hogares poseían abastecimiento de agua. Un 70 % poseía una red de aguas residuales e instalaciones sanitarias adecuadas y un 3 % tenía otra fuente de abastecimiento de agua. En lo referente al tema energético, un 89 % de los hogares tenía acceso a la energía eléctrica, variando esta cifra entre un 80 % y un 95 %, según la región. No obstante, un 44 % de las familias, incluidas aquellas con acceso a energía eléctrica, utilizan queroseno o energía solar como principal fuente de iluminación. La principal fuente de energía para cocinar es el gas, cuyo uso es más frecuente en la isla de Tongatapu. La leña es también una de las principales fuentes de energía para la cocina.
Un 85 % de los hogares son atendidos por un servicio de recogida de basuras; sin embargo, únicamente el 11 % tiene un sistema de recogida selectiva de desechos. Aproximadamente un 5 % de la población deposita los residuos domésticos en lugares inadecuados. En lo que respecta a vivienda, el 72 % de las familias de Tonga poseen residencia propia, frente a un 4 % que vive en casas de alquiler y un 23 % que vive en residencias de amigos o familiares.
Junto con la Agencia Internacional de las Energías Renovables (IRENA), Tonga ha trazado un plan estratégico para fomentar la instalación de energía renovable, tanto en sus islas principales como en sus islas más remotas. La estrategia gubernamental se centra en incentivar la energía solar doméstica para convertir las casas unifamiliares en pequeñas centrales eléctricas. Además, esto ayuda, a través de la participación de operadores locales, instituciones de inversión y técnicos, a proporcionar un nuevo foco de empleo en las comunidades locales así como las estrategias necesarias para asegurar la operación eficaz, la gestión y su mantenimiento una vez que estos sistemas han sido instalados.

### Transportes
Un obstáculo para el desarrollo de la red vial del país es la falta de recursos terrestres, así como el régimen actual de uso de la tierra. Además, la mayoría de las carreteras se construyen con fondos recibidos de gobiernos extranjeros. En 2000 había 680 km de carreteras, de los cuales sólo 184 km estaban pavimentados. El país no cuenta con ferrocarriles. La única línea aérea tongana fue la Royal Tongan Airlines. Fundada en 1985 y liquidada en 2004, realizaba vuelos nacionales e internacionales. Entre 2004 y 2006 hubo otra empresa, Peau Vava'u, que operaba solo vuelos nacionales. Actualmente, la compañía Real Tonga opera vuelos domésticos. Fundada en 2013, cuenta con 6 destinos. La mayoría de los vuelos programados hacia el país son de Pacific Air, Air New Zealand y Pacific Blue. El país cuenta con seis aeropuertos, pero solo uno de ellos —el Aeropuerto Internacional Fua'amotu— tiene una pista pavimentada. La mayoría de las islas cuentan con servicio de transporte público. El mayor puerto del país se encuentra en la capital, Nuku’alofa.

### Medios de comunicación

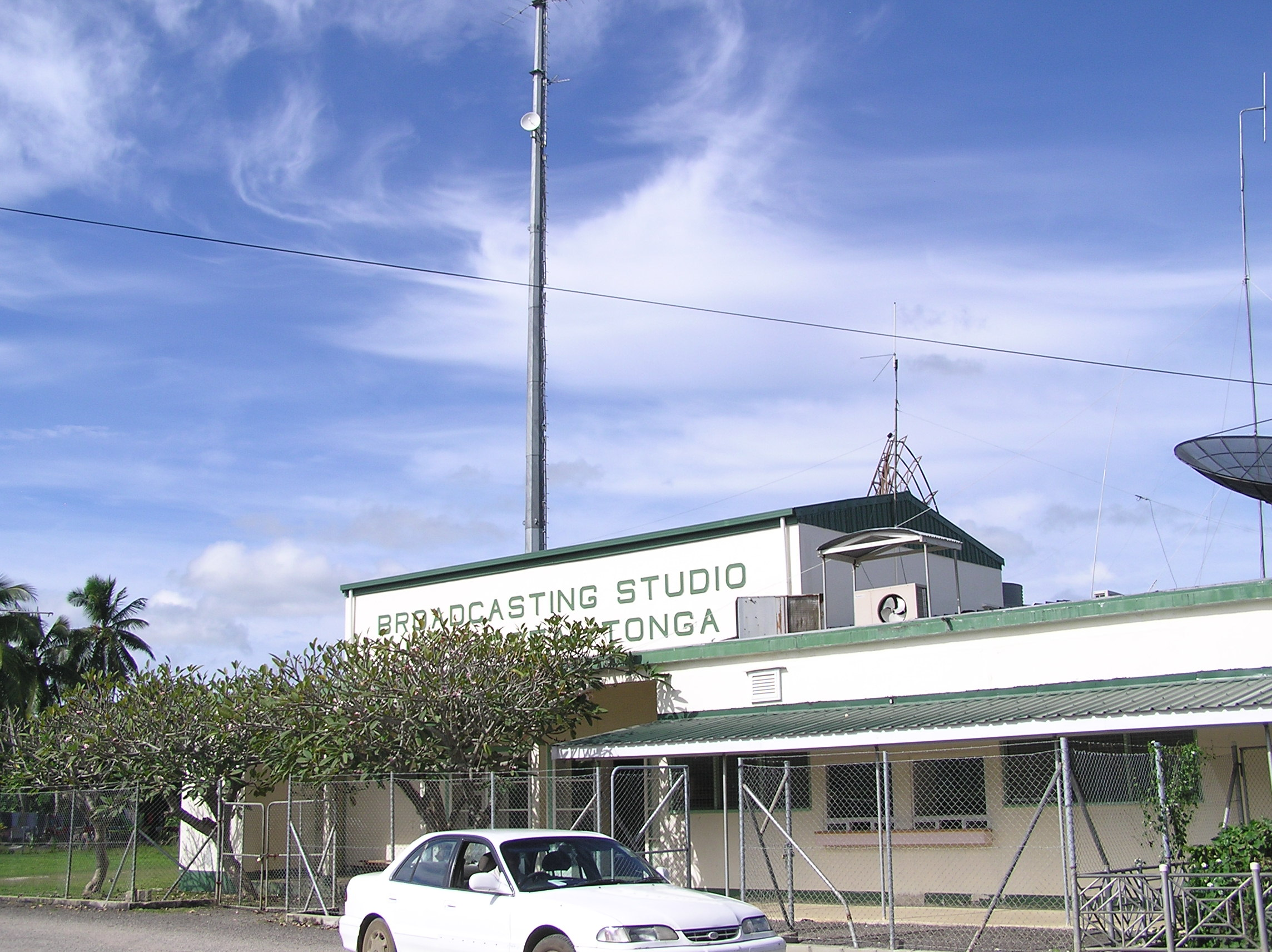
Edificio de la emisora de televisión Tongan Broadcasting Commission (TBC).

En Tonga hay dos publicaciones semanales: una revista de iniciativa privada Matangi Tonga, y el periódico Tonga Chronicle, que pertenece al gobierno y es publicado semanalmente los viernes en los dos idiomas oficiales. También hay un periódico privado, fundado en abril de 1989 y publicado en Auckland, Nueva Zelanda, dos veces a la semana, el Times of Tonga, que incluye una columna de noticias de las islas de Tonga.
Hay cuatro estaciones de radio en el país: Kool 90FM, propiedad del gobierno, Radio 2000, privada, Radio Nuku'alofa, privada y 93FM, una estación religiosa privada. Se establecieron tres empresas que prestan servicios de televisión: Tonga Broadcasting Commission (TBC), una organización gubernamental que tiene canales de televisión abierta, Tonfon, también de señal abierta, y Friendly Island Broadcasting Network, una empresa privada que presta servicios únicamente para la isla de Vava'u.
Las islas cuentan con otros servicios de telecomunicaciones disponibles, incluyendo telefonía fija, móvil e Internet. Según datos de 2011, en el país hay un poco más de 30 000 líneas telefónicas, 55 000 teléfonos móviles y 8400 usuarios de Internet.

## Demografía

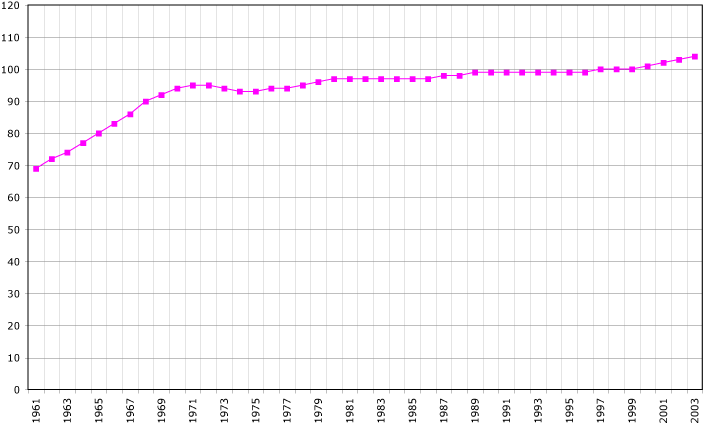
Evolución poblacional de Tonga de 1961 a 2003.

Desde 1921 el Departamento de Estadísticas de Tonga realiza de forma regular el censo nacional demográfico. No obstante, existen otros datos estadísticos de años anteriores, como de 1891. Desde 1956, el censo se realiza cada cinco años. De acuerdo con el último censo, realizado en 2016, la población desciende a 100 651 habitantes. En 2013, según The World Factbook de la CIA, la cifra se elevó a 106 322. La tasa de crecimiento poblacional es relativamente baja comparada con la de otros países de Oceanía: 1,669 % en 2008. El censo de 2011 también mostró un aumento en la población de 1,0 % en comparación con 2006, es decir, un aumento de 1075 habitantes, con una tasa de crecimiento anual promedio de 0,8 %.
Para fines estadísticos, Tonga se divide en cinco distritos: Tongatapu, Vava'u, Ha'apai, 'Eua y Niuas. En 2006, la región más densamente poblada era Tongatapu, con una población de 75 158 personas (70,6 % de la población total del país), seguida por los distritos de Vava'u (14 936 habitantes, 15,2 % de la población), Ha'apai (6650 habitantes o 7,4 %), 'Eua (5011 habitantes o 4,9 %) y Niuas (1281 habitantes o 1,9 %). La única tasa de crecimiento positiva se registró en Tongatapu (+4,3 % en comparación con 2006). En las otras islas se experimenta un declive demográfico: en 'Eua hay una disminución de -3,7 %, en Vava'u de -3,7 %, en Ha'apai es de -2,6 % y en Niuas un -23,1 %. Una de las principales causas de estas tasas tan bajas es que en estos distritos la emigración hacia otros países es notable, principalmente hacia Nueva Zelanda, Australia y los Estados Unidos.
En 2001, en Nueva Zelanda había 40 700 tonganos, la mayoría de ellos (78 %) vivía en Auckland y sólo 5 % en Wellington. En 2006 había 7580 tonganos en Australia, muchos de los cuales vivían en los estados de Nueva Gales del Sur (60,3 %) y Victoria (15,7 %). Además, Estados Unidos también posee una gran comunidad tongana: 7,3 % de los inmigrantes de Oceanía que viven en el país son de Tonga, es decir, 27 686 habitantes. Utah, California y Hawái son los estados con mayor inmigración tongana.

### Etnicidad

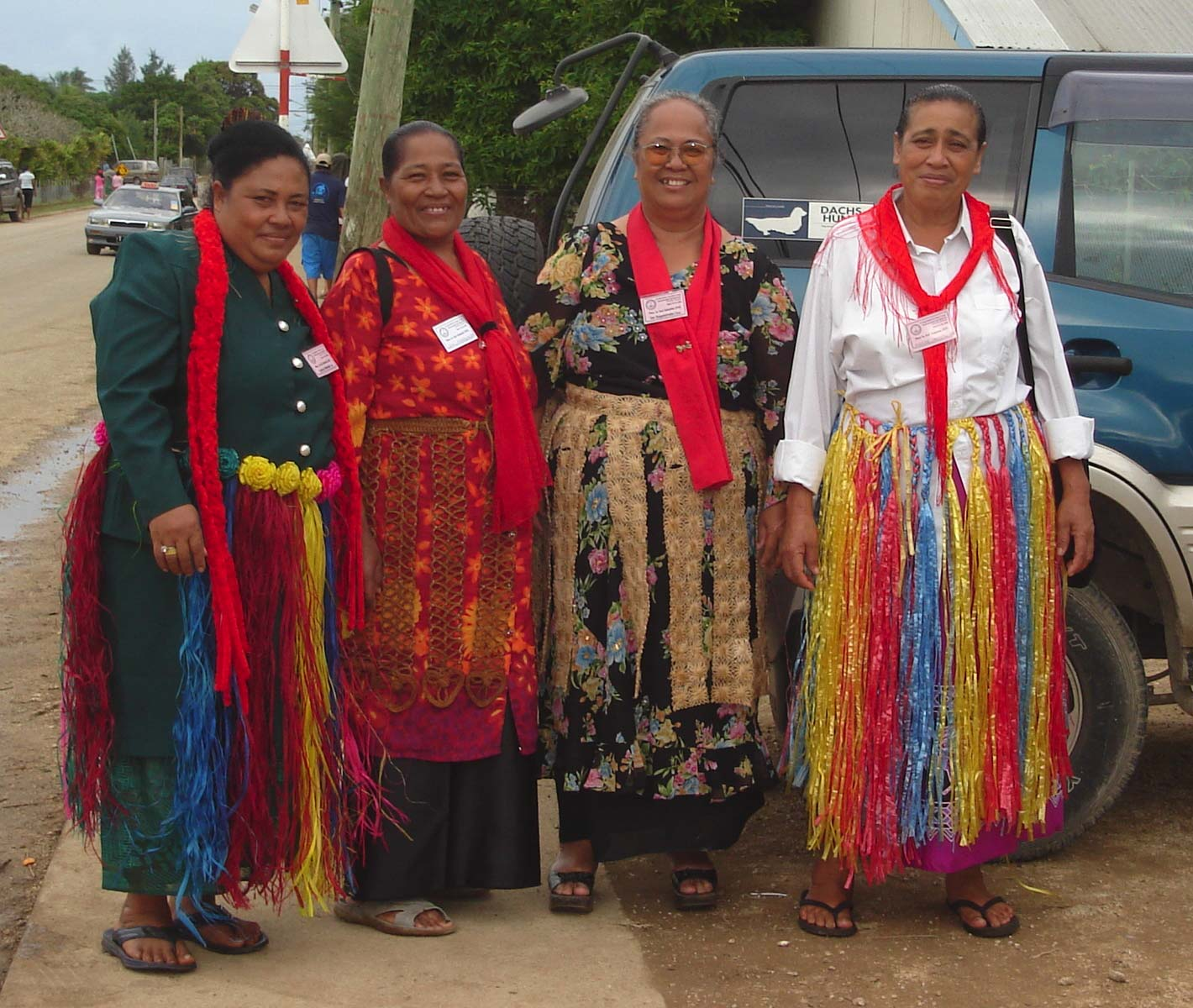
Mujeres nativas de Tonga.

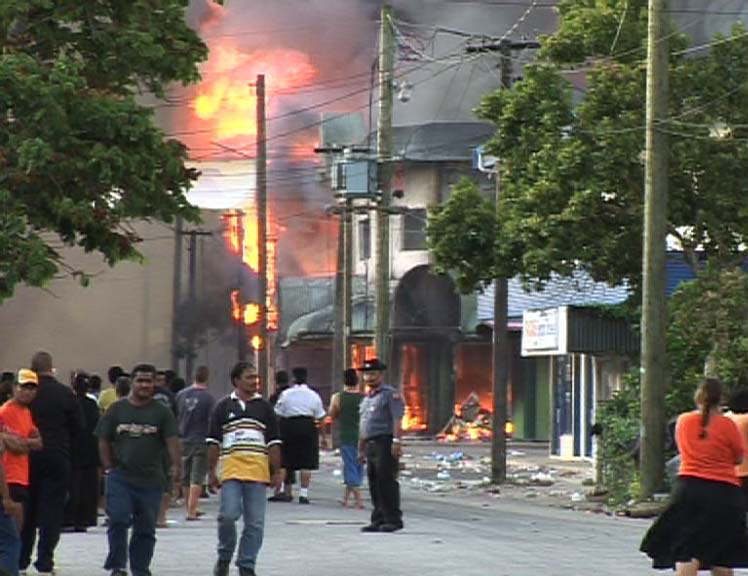
Incendio en un comercio chino de Nukualofa en 2006.

Tonga posee una población étnicamente muy homogénea. De acuerdo con el censo de 2006, casi el 97 % de los residentes nacieron en Tonga. Los pueblos indígenas de otras naciones polinesias representaban 1,6 % de la población, sobre todo en las islas más alejadas de Tongatapu, la isla principal. La proporción de extranjeros (europeos, inmigrantes de otras islas del Pacífico y asiáticos) es mínima, aunque desde 1990 ha existido una notable inmigración de chinos, indios y fiyianos.
En 2006, el número de chinos en Tonga era de 395 habitantes, mientras que en 1996 solo había 55. El primer chino en emigrar a las islas fue un sacerdote anglicano en 1920 y en 1974 Tonga registró la primera empresa de origen taiwanés. Hubo un crecimiento significativo de la población china en Tonga en la última década del siglo XX, en gran parte debido al hecho de que en 1990 el gobierno tongano vendía pasaportes de su país a los chinos y residentes de Hong Kong. Los pasaportes fueron comprados principalmente por pequeños empresarios chinos. Como resultado, en 2001 había cerca de 120 tiendas pertenecientes a inmigrantes procedentes de China en la capital. Sin embargo, el flujo de inmigrantes chinos llevó a un descontento entre la población local, que temían una dominación económica que estancara sus negocios. Además, en esta época hubo un aumento del desempleo entre los tonganos.
En 1999, la Asociación de Chinos en Tonga registró cuarenta casos de acoso a empresarios chinos, incluidos ataques violentos. Un año más tarde, se clausuraron todos los comercios chinos en el barrio de Nukunuku. En 2001 hubo cerca de cien ataques contra inmigrantes chinos cometidos por motivos racistas y organizados por tonganos xenófobos. El crecimiento de las tensiones en la sociedad de Tonga, alentadas por el primer ministro Ulakalala lavaka Ata, llevó a que se le negara la renovación de sus licencias laborales a más de 600 chinos. Más tarde, Ulakalala lavaka Ata se vio obligado a abandonar el país en los siguientes doce meses. En 2006, se organizaron disturbios constantes en Nuku'alofa contra los empresarios chinos, lo que condujo a la emigración de varios centenares de ellos. A pesar de la gran cantidad de ataques, la comunidad china sigue siendo significativa.

### Idiomas
Los idiomas oficiales son el inglés y el tongano. Este último es una de las numerosas lenguas malayo-polinesias como el rapanui, el gilbertés, el nauruano, el hawaiano, el maorí, el tahitiano, el samoano y el tuvaluano. La forma escrita del tongano fue creada a mediados del siglo XIX por los misioneros europeos. El número total de hablantes de esta lengua es de aproximadamente 96 300 personas. El tongano utiliza solo dieciséis letras del alfabeto latino, cinco vocales y once consonantes. De acuerdo a datos del gobierno, en 1999 el 98,9 % de los habitantes eran bilingües, es decir, sabían leer y escribir los dos idiomas oficiales. En las islas de Niuafo'ou y 'Eua se habla el niuafo'ou, un dialecto del walisiano, que no está considerado como oficial, sino como una lengua indígena. Alrededor de 690 personas usan el niuafo'ou en privado cuando no hay tonganos presentes, pero no se utiliza en la iglesia ni en público.

### Religión

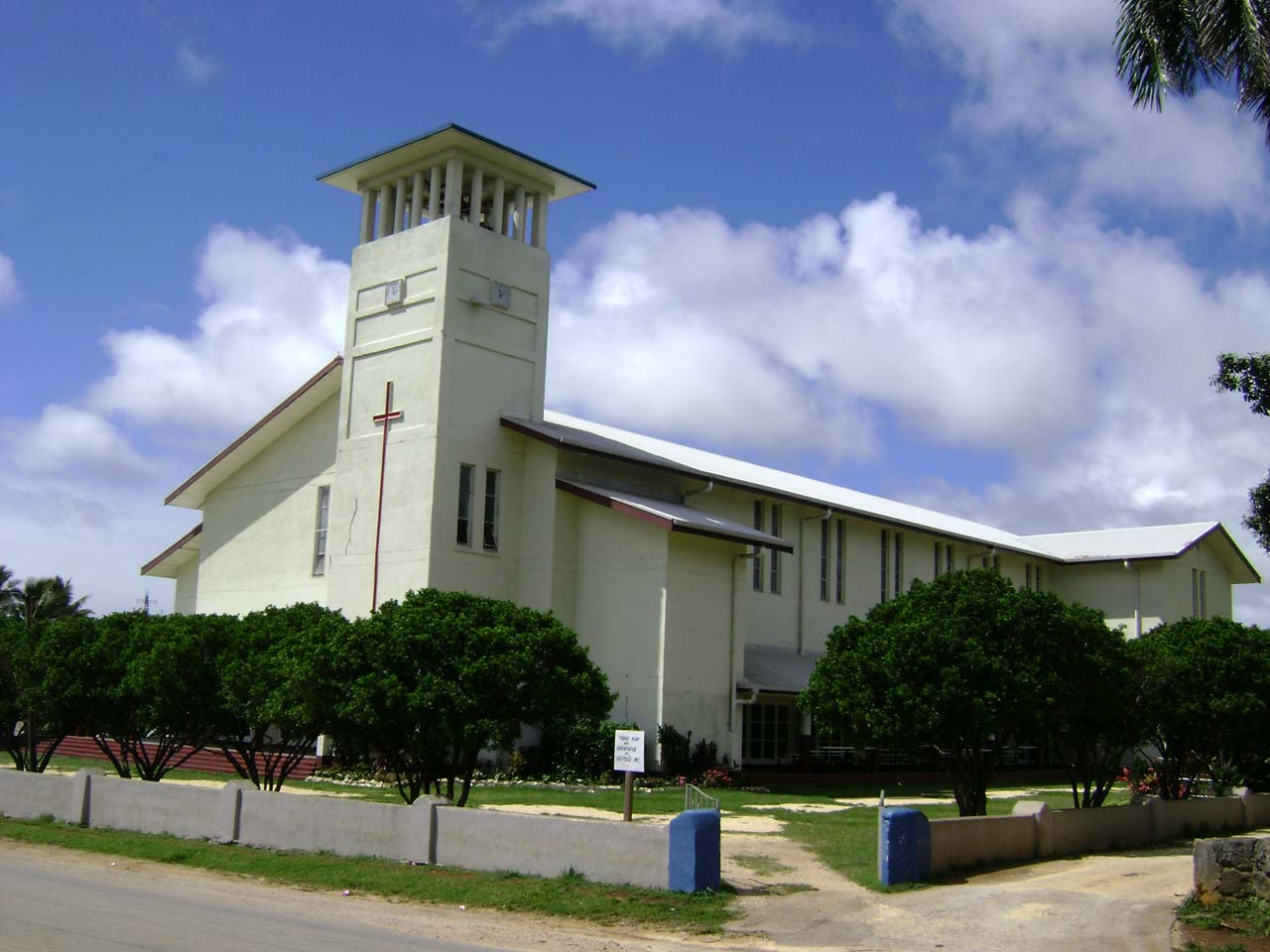
Capilla de la Iglesia Wesleyana Libre de Tonga.

El cristianismo es la religión predominante en Tonga, practicado por el 89,4 % de la población.  Los primeros misioneros cristianos que visitaron el archipiélago eran miembros de la Sociedad Misionera de Londres. Llegaron en 1797, pero no tuvieron éxito en su empresa. La primera misión cristiana permanente en las islas no se estableció hasta 1826.
De acuerdo con el censo de 2006, la mayoría de los habitantes de Tonga (aproximadamente 38 052 habitantes o el 37,3 % de la población) eran seguidores de la Iglesia Wesleyana Libre de Tonga. Los miembros de la Iglesia de Jesucristo de los Santos de los Últimos Días, también conocidos como mormones constituyen el segundo mayor grupo religioso en el país, con un 16,8 % de la población, seguidos por los católicos, que descendieron al 15,6 % de la población del archipiélago. Otras iglesias cristianas con un número significativo de seguidores son la Iglesia Libre, con 11,4 % de simpatizantes; la Iglesia de Tonga, con el 7,1 %; la Iglesia Cristiana Tokaikolo con 2,5 %; la Iglesia Adventista del Séptimo Día, con el 2,2 %; la Iglesia Asamblea de Dios, con 2,3 %; la Iglesia Constitucional de Tonga, con el 0,9 %; y la Iglesia Anglicana, con el 0,8 % de los seguidores. De acuerdo con el censo, el 1,3 % de la población profesa otras prácticas cristianas o de otras religiones. Sin embargo, solo veintiocho personas afirmaron ser ateas y 1509 tonganos se negaron a hablar sobre su afiliación religiosa.
Aunque la iglesia dominante en el país es la Iglesia Wesleyana Libre de Tonga, en los últimos años ha habido una disminución en el número de sus seguidores, al igual que en la Iglesia Católica. Al mismo tiempo, otras atrajeron un mayor número de fieles, sobre todo la Iglesia Libre de Tonga y de la Iglesia de Jesucristo de los Santos de los Últimos Días; esta última superó a la Iglesia católica como el segundo grupo religioso más importante del país. La Familia Real es miembro de la Iglesia Wesleyana Libre, que fue fundada en 1924 con la aprobación de la reina Carlota Tupou III, a través de la fusión de dos ramas del movimiento metodista: la Iglesia Libre de Tonga (fundada en 1885 por orden del rey Jorge Tupou I de Tonga) y la Uesliytsev.
Los primeros misioneros católicos desembarcaron en las islas de Tonga en 1837, pero no obtuvieron el permiso para establecer una misión permanente en el país hasta 1842. La sociedad católica que existía en ese momento estaba bajo el Vicariato Apostólico del Pacífico Central, que se estableció en 23 de agosto de 1842. El Vicariato Apostólico de Tonga se fundó el 13 de abril de 1937. El 21 de junio de 1966 en el archipiélago se creó una diócesis independiente.

Los primeros misioneros de la Iglesia de Jesucristo de los Santos de los Últimos Días llegaron a Tonga en 1891. Como no tuvieron éxito en su visita, la misión mormona terminó en 1897, pero diecinueve años más tarde se restauró. En el siglo XXI es uno de los movimientos religiosos con mayor crecimiento en el país. De acuerdo con la Iglesia Mormona, Tonga tiene el mayor porcentaje de adherentes de esta organización religiosa en el mundo en relación con su población, 54 281 miembros. No obstante, según el censo oficial de 2006, los seguidores del mormonismo ascienden a sólo 17 109 personas. El Templo de Nuku'alofa, construido en 1983, es su único lugar de culto en la isla principal de Tonga, Tongatapu.
El país no tiene una religión oficial y la libertad de culto está garantizada por la constitución. Hay una recomendación del gobierno dirigida a todos los grupos religiosos en el país para registrarse, pero esta indicación no es obligatoria y no todas las denominaciones religiosas lo han hecho. También se permite que todos los grupos religiosos introduzcan productos libres de impuestos destinados a fines religiosos, pero ninguna religión está subvencionada. La constitución establece que el sábado y domingo son «días santos», y que ninguna empresa puede laborar. La excepción son los hoteles y centros turísticos que forman parte de la industria turística y las escuelas administradas por los mormones y metodistas que ofrecen cursos religiosos.

### Educación
Los misioneros protestantes, quienes fundaron la primera misión cristiana en el archipiélago, iniciaron la educación escolar en el país alrededor de 1826, al incorporar a sus enseñanzas las ideas de John Wesley. Posteriormente, el sistema educativo recibió una gran influencia de representantes de otras doctrinas cristianas. En 1876, se implementó la enseñanza primaria universal, que pasó a ser competencia del gobierno en 1882, cuando este tomó el control exclusivo de la educación. A pesar de esto, en 1906 muchas misiones religiosas fueron nuevamente autorizadas para fundar sus propias escuelas.
La enseñanza pública de Tonga posee un nivel alto en comparación con otros países de Oceanía; según el censo de 2006, la tasa de alfabetización entre personas de 15 a 25 años era del 98,6 %, cifra que se eleva al 98,8 % en el caso de las mujeres. La educación es obligatoria y gratuita para niños de seis a catorce años. El sistema escolar del país está dividido en tres etapas: seis años de enseñanza primaria, tres de instrucción secundaria y otros tres de formación superior. Es destacable la colaboración con otros países como Australia, Nueva Zelanda o Japón, que financian proyectos educativos para estudiantes oriundos de Tonga.
En 1997 había 116 escuelas de educación primaria en el país, de las cuales 105 eran públicas y 11 privadas, pertenecientes principalmente a iglesias, como la Iglesia Wesleyana Libre, la Iglesia de Jesucristo de los Santos de los Últimos Días y la Iglesia Católica. En 2011 había 17 033 estudiantes cursando educación primaria, entre hombres (8971) y mujeres (8062). El número de profesores era de 706.
En cuanto a la educación secundaria, en 1997 estaban registradas 41 instituciones en el país, siendo 8 de ellas públicas y 33 privadas, estas últimas pertenecientes en su mayoría a iglesias protestantes. En 2011 había 14 874 alumnos realizando estudios de secundaria, repartiéndose entre 7876 hombres y 6998 mujeres, con un total de 1021 profesores.
El gobierno mantiene además otras entidades educativas terciarias, como el Instituto de Educación y Formación Profesional, el Instituto Politécnico, la Escuela de Enfermería Reina Carlota—que toma su nombre de una antigua reina del país— y la Escuela de Entrenamiento para Policías de Tonga. También hay un campus de la Universidad del Pacífico Sur en Nuku'alofa, establecido en 1971, que cuenta con 1400 estudiantes y 20 funcionarios, entre docentes y otro personal.

### Salud

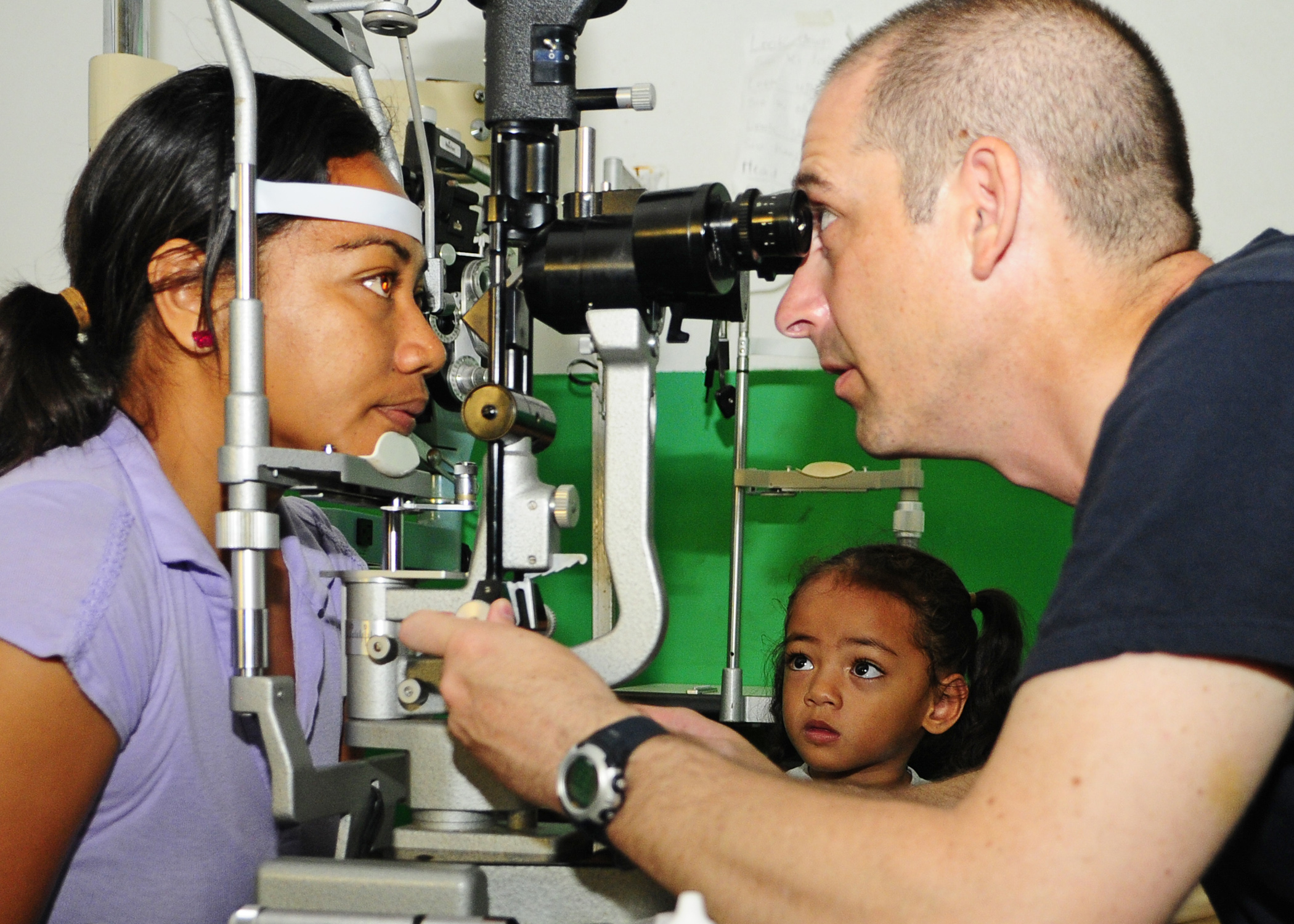
Un marine de la Armada de los Estados Unidos examina a una paciente durante una jornada de salud en Tonga.

El sistema de salud de Tonga está bien desarrollado en comparación con otros países de Oceanía. Aunque la medicina tradicional sigue desempeñando un papel importante, la mayoría de la población de Tonga acepta y hace uso de la medicina moderna cuando se tiene en cuenta que puede ser beneficiosa. La atención médica en los centros de salud públicos es gratuita. El sector privado de la salud está poco desarrollado y está representado principalmente por los curanderos y médicos tradicionales del gobierno que practican la medicina privada como un segundo trabajo. Existe un sistema de seguro de salud, pero solo cubre a los funcionarios del gobierno.
El hospital más importante se ubica en Nuku'alofa, cuenta con 199 camas y se especializa en el tratamiento de pacientes con diferentes enfermedades, pero no está equipado para cirugías que requieren equipos de alta tecnología. En las islas de 'Eua, Ha'apai y Vava'u hay tres hospitales. Además, hay 14 centros de atención primaria a la salud y 34 clínicas de maternidad. En 2010, Tonga tenía 37 dentistas, 62 médicos, 357 enfermeras y 21 parteras. Las principales causas de morbilidad en Tonga son las infecciones respiratorias agudas, como la gripe y la neumonía. En las últimas décadas, se han presentado casos de enfermedades degenerativas y no transmisibles, como la diabetes, la obesidad y las enfermedades cardiovasculares, cuyas causas se deben a varios factores. Entre estos se destacan los procesos de globalización, el crecimiento del bienestar de la población, la automatización de la producción, el aumento de consumo de bienes importados con alto contenido de grasas y azúcares, la disminución de la actividad física entre los adultos y el aumento en el número de fumadores. Según el censo de 2006, el 21 % de la población fuma. De éstos, solo el 9 % son mujeres y el 33 % son personas mayores. Tonga es el país del mundo con el mayor número de habitantes obesos en relación con su población: 70 % de las mujeres entre 15 y 85 años son obesas. La esperanza de vida es de 75,6 años.

## Cultura

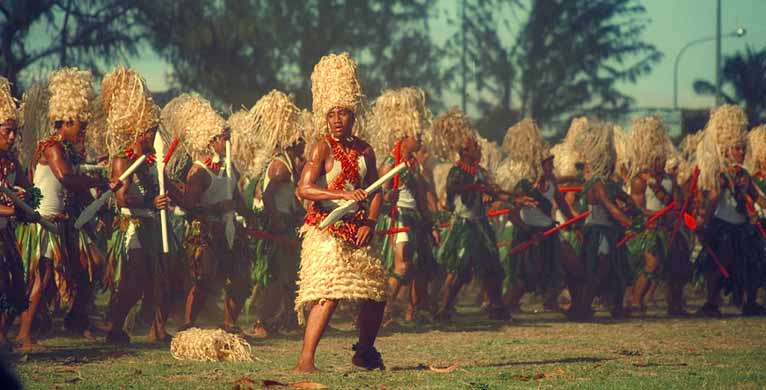
Jóvenes universitarios ejecutando una danza tradicional Kailao.

La sociedad contemporánea de Tonga, así como la tradicional, se caracteriza por una alta estratificación de la población y la jerarquía. No obstante, tuvieron que pasar varios siglos para que existieran cambios significativos en la división de la sociedad, en gran parte atenuados por las diferencias existentes entre los distintos grupos sociales. En la sociedad de Tonga existen tres grupos sociales: los representantes de la Familia Real, (en tongano: tu'i ha'a), distinguidos líderes y ciudadanos prominentes, entre los que se pueden mencionar a los activistas, líderes religiosos, artistas y otros (hou'eiki), y la gente común (tu'a kau). Todos los títulos son todavía hereditarios y generalmente se transmiten sólo a través de la línea masculina. La constitución de 1875 introdujo una nueva categoría en el reino, la aristocracia terrateniente.
La organización social en Tonga, que consiste en una jerarquía de personas en función de su estado y el poder, opera en gran medida sobre la base de la familia. Las familias tonganas consisten en parejas y sus hijos que viven en una casa, o un grupo de familias que viven en una o varias aldeas. El sexo y la edad también son un determinante en el papel más o menos importante de una persona en el entramado social del país. Por ejemplo, la posición de la mujer en la sociedad de Tonga se ha considerado tradicionalmente más privilegiada que la de los hombres. Sin embargo, en la herencia de la tierra o de títulos honoríficos se les da preferencia a la línea masculina.

### Música

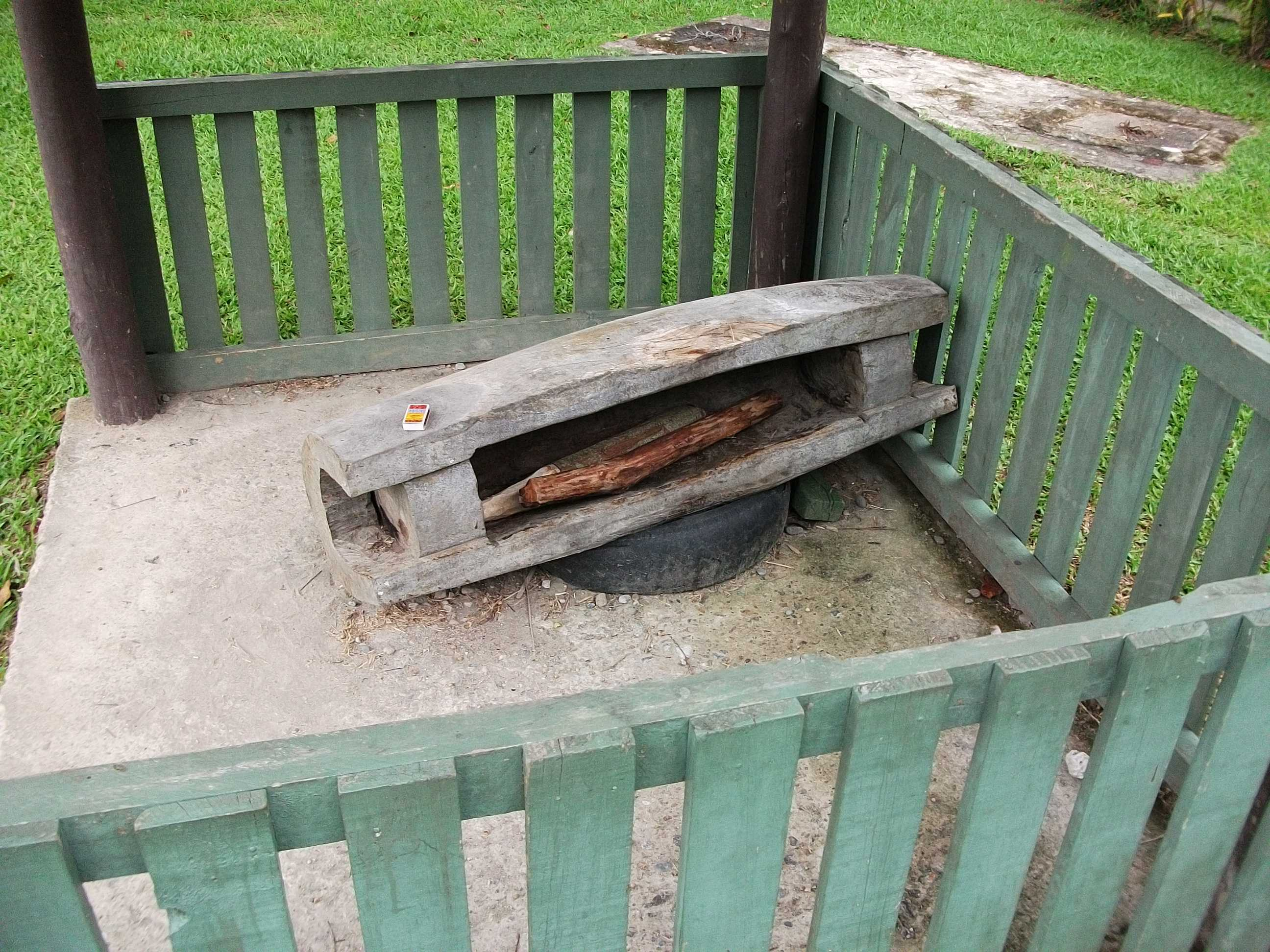
Tambor lali, originario de Fiyi y Tonga.

La información sobre la música y los instrumentos musicales existentes antes de la colonización de Tonga es muy escasa. Los primeros viajeros europeos que visitaron el archipiélago, James Cook y William Mariner, hicieron algunas notas en sus diarios sobre la música tradicional que escucharon durante su visita a las islas. Entre los instrumentos populares de Tonga, están los idiófonos: tambores, gongs y arpas.
Antes de la llegada de los europeos, los tambores estaban ausentes en toda Polinesia, excepto en Tokelau. Se supone que los tambores de las islas de Tonga fueron importados de Samoa, junto con la danza mauluulu, y desde entonces estos dos elementos culturales han experimentado transformaciones significativas. Los gongs, que eran muy populares en Tonga y James Cook los citó en su diario en 1784, fueron importados de las islas Fiyi. De acuerdo con las descripciones de James Cook, los gongs tenían una longitud de 0,9 m y 1,2 m de espesor, dos veces menor que los gongs de las islas vecinas, con una pequeña diferencia de 8 cm en comparación con el mismo instrumento de Fiyi.
El utete es un instrumento musical local hecho de hojas de palma y con una longitud de 25 cm y una anchura de 3 cm. Su uso es muy común en el país y muy poco frecuente fuera de este. Los instrumentos musicales comunes en Occidente, como la flauta, la guitarra y el cavaquinho, se importan de países europeos.
La música contemporánea de Tonga fue influenciada por diferentes corrientes musicales de Europa, el Pacífico y el Caribe. En general, las letras de los músicos tonganos son poemas construidos a base de canciones y bailes tradicionales.

### Danza

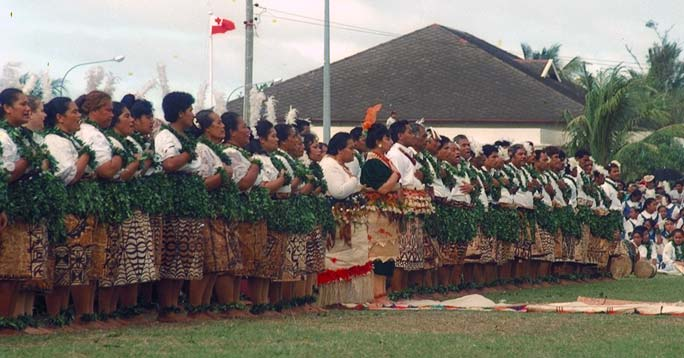
Danza lakalaka, reconocida por la Unesco.

Las danzas ceremoniales oficiales fueron ampliamente utilizadas en el pasado y preservadas hasta los tiempos actuales. La danza tongana más conocida es la me'etu'upaki, un baile ejecutado solo por hombres en el cual se utilizan tres instrumentos musicales: el tambor fali, el utete y las matracas. El soporte de voz es proporcionado por un grupo de hombres y mujeres que se sientan enfrente de un bailarín, la figura principal del acto. En el pasado, la danza me'etu'upaki era realizada únicamente durante los grandes eventos de importancia nacional; actualmente, es realizada con mayor frecuencia en las aldeas.
Existe también la llamada danza 'otuhaka, en la que participan hombres y mujeres. La música es acompañada por los demás con un movimiento de manos. Antiguamente, el instrumento más común en este baile era el tambor, al que con el tiempo se añadieron otros instrumentos, como la guitarra y el tafue, un instrumento fabricado con dos varas de bambú.
Otra danza conocida de Tonga es la lakalaka, que fue declarada por la Unesco en 2003 como una de las obras maestras del patrimonio oral e intangible de la humanidad y es a menudo señalada como el «baile nacional». La danza es una mezcla de coreografía, oratoria y polifonía vocal e instrumental con cientos de participantes, tanto hombres como mujeres, que se alinean en filas; los hombres a la derecha y las mujeres a la izquierda. Los varones bailan ejecutando movimientos enérgicos, en tanto que las mujeres realizan graciosos pasos de danza coordinados con elegantes gestos de manos. Ambos grupos aplauden y cantan mientras bailan, siendo frecuente la existencia del acompañamiento vocal de un coro.

### Gastronomía

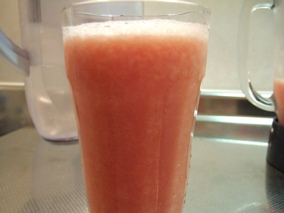
Otai, una bebida de origen tongano.

Los antiguos habitantes de Tonga tenían como alimento básico los productos agrícolas, como el ñame, la batata, el plátano y el coco, entre otros productos. Consumían una gran cantidad de peces que normalmente se cuecen en hojas especiales en hornos subterráneos. Consideraban un manjar diversos moluscos, que se comen crudos. La bebida más popular era la leche de coco. Los antiguos habitantes del archipiélago también criaban cerdos.
La alimentación de los tonganos contemporáneos incluye muchos productos y plantas que fueron traídos a las islas por los europeos, como la cebolla, el repollo, la zanahoria, el tomate, la naranja, el limón y la yuca. También cabe destacar la sandía, que se hizo muy popular en el archipiélago. Una de las bebidas no alcohólicas más consumidas en Tonga, el otai, se obtiene de la mezcla de jugo de sandía, leche de coco y algunas veces otros jugos de frutas como mango y piña.
Entre los platos tradicionales de Tonga se destacan: el Pulu'lu, carne cocida en hojas de taioba, junto con cebolla y leche de coco; el Tong'lu, cordero cocido; y la Vai'siaine, una sopa de plátano y coco. También existe una bebida llamada kava, hecha a partir de las raíces de la planta del mismo nombre, y servida en ceremonias y ocasiones solemnes. La kava es usada por los tonganos para prevenir y curar varias enfermedades como el dolor de cabeza, hemoglobinuria, malaria, tuberculosis, lepra, cáncer, asma, indigestión e insomnio.

### Medios de comunicación
En Tonga se publican tres periódicos semanales: The Tongan Chronicle (Kolonikali Tonga), Tonga Star y The Times of Tonga (Taimi ʻo Tonga), editados en Auckland, Nueva Zelanda. El Tongan Chronicle y el Times of Tonga son bilingües, mientras que el Tonga Star sólo es anglófono. Además, se publican los periódicos mensuales Keleʻa (crítico con el gobierno), Taumuʻa Lelei (publicado por la diócesis católica), Tohi Fanongonongo (publicado por la Iglesia Metodista de Tonga) y ʻOfa ki Tonga (publicado por la Tokaikolo Fellowship), así como las revistas trimestrales Matangi Tonga y Eva.
La televisión estatal TV Tonga emite en todo el país desde julio de 2000. La cadena privada Oceania Broadcasting Network (OBN) también emite en todo el país. Hay cuatro emisoras de radio: Radio Tonga ("La llamada de las Islas Amigas"), Christian Radio, Radio 2000 y, limitada a la zona del archipiélago de Vavaʻu, Radio Nukuʻalofa.
El gobierno ha hecho confiscar repetidamente el Times of Tonga cuando denunciaba los desaciertos del rey. Sin embargo, el periódico Keleʻa, portavoz del movimiento prodemocrático en torno a ʻAkilisi Pohiva y el más duro crítico del gobierno, no fue censurado, mientras que el propio Pohiva tuvo que comparecer repetidamente ante los tribunales.
A mediados de 2003, entró en vigor una enmienda constitucional que debía "tonganizar" la prensa, pero que en realidad la restringió. Los valores tradicionales tonganos sirvieron de justificación. Para obtener una licencia de prensa, ahora es necesario, entre otras cosas, que el periódico pertenezca al menos en un 80% a un tongano residente en Tonga. Entre los diarios que no obtuvieron licencia se encuentran el Tongan Times, el Keleʻa y el Matangi Tonga. Todos los demás diarios con licencia son ahora parroquiales o monárquicos.
Sin embargo, la enmienda constitucional que otorgaba al gobierno amplios poderes para controlar la prensa ha sido anulada por decisión del Tribunal Supremo.
Se dio a conocer el dominio de primer nivel tongano .to, que es una fuente de ingresos de dominios como kino.to, jump.to o come.to, ya que a partir de ellos se pueden formar nombres de dominio pegadizos en inglés.

### Festividades
El Reino de Tonga declara diez días al año como festivos. De estos, seis son conmemoraciones exclusivas del país y otras cuatro se celebran en otras naciones, como la Pascua y la Navidad.
| Fecha           | Festividad                                         | Nombre en inglés                                                     | Nombre en tongano                                                                                |
| --------------- | -------------------------------------------------- | -------------------------------------------------------------------- | ------------------------------------------------------------------------------------------------ |
| 1 de enero      | Año nuevo                                          | New Year’s Day                                                       | 'Uluaki 'Aho 'o e Ta'u Fo'ou                                                                     |
| Variable        | Cumpleaños del monarca de Tonga                    | Birthday of the reigning Sovereign of Tonga                          | 'Aho 'Alo'i 'o 'Ene 'Afio ko e Tu'i 'o Tonga 'oku lolotonga Pule                                 |
| Variable        | Cumpleaños del heredero de la Corona de Tonga      | Birthday of the Heir to the Crown of Tonga                           | 'Aho 'Alo'i 'o 'Ea ki he Kalauni 'o Tonga                                                        |
| marzo-abril     | Viernes Santo                                      | Good Friday                                                          | Falaite Lelei                                                                                    |
| marzo-abril     | Lunes de Pascua                                    | Easter Monday                                                        | Monite 'o e Toetu'u                                                                              |
| 4 de junio      | Día de la Independencia                            | Emancipation Day                                                     | 'Aho Tau'ataina                                                                                  |
| Variable        | Aniversario de la coronación del monarca de Tonga  | Anniversary of the Coronation Day of the reigning Sovereign of Tonga | Fakamanatu 'o e 'Aho Hilifaki Kalauni 'o 'Ene 'Afio ko e Tu'i 'o Tonga 'a ia 'oku lolotonga Pule |
| 4 de noviembre  | Día de la Constitución                             | Constitution Day                                                     | 'Aho Konisitutone                                                                                |
| 4 de diciembre  | Aniversario de la coronación del rey Jorge Tupou I | Anniversary of the Coronation of H.M. King George Tupou I            | 'Aho Fakamanatu 'o e 'Aho Hilifaki Kalauni 'o 'Ene 'Afio ko Siaosi Tupou I                       |
| 25 de diciembre | Navidad                                            | Christmas Day                                                        | 'Aho 'Aloi pea mo                                                                                |

## Deporte

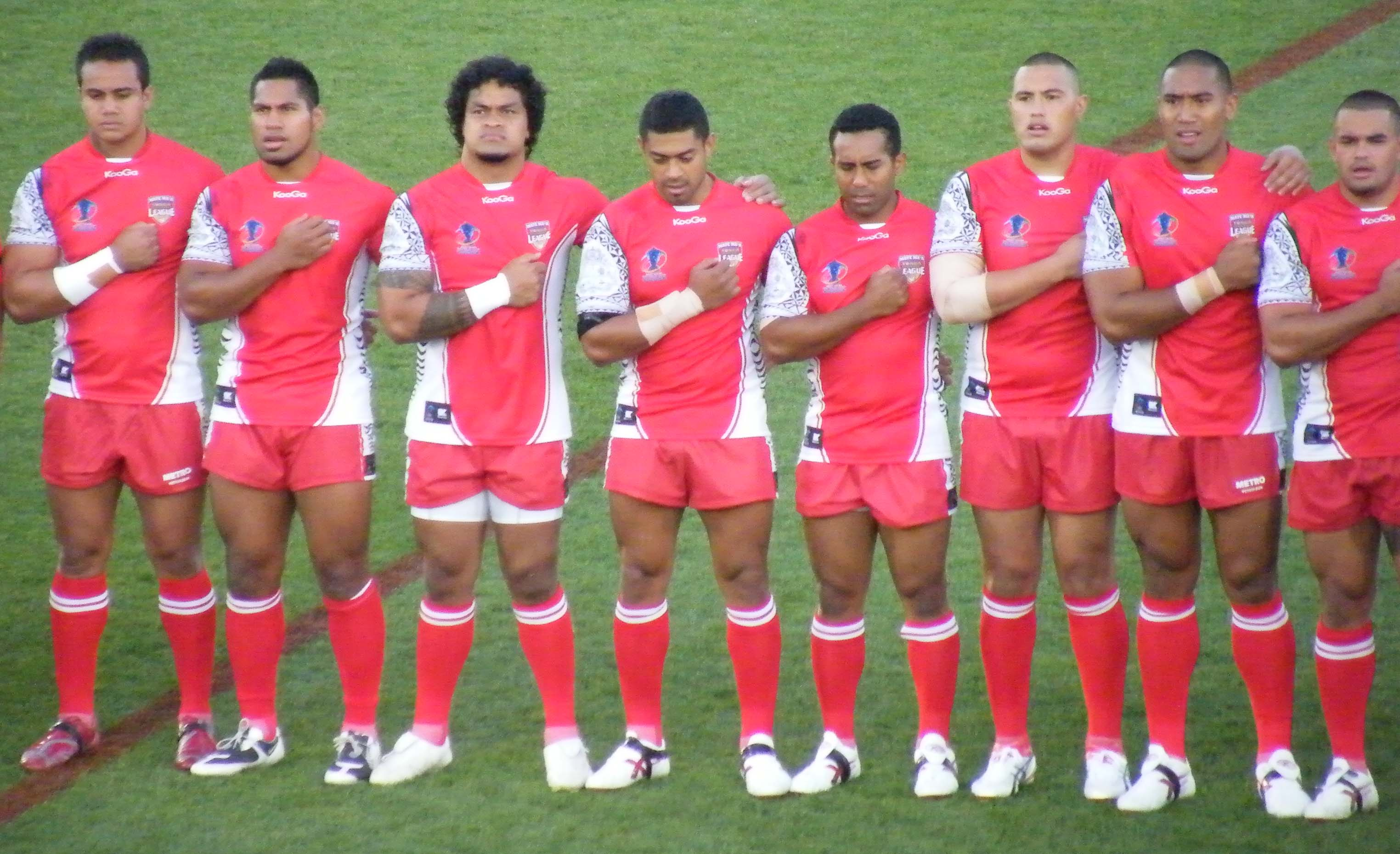
La selección de rugby de Tonga antes de iniciar un partido en 2008.

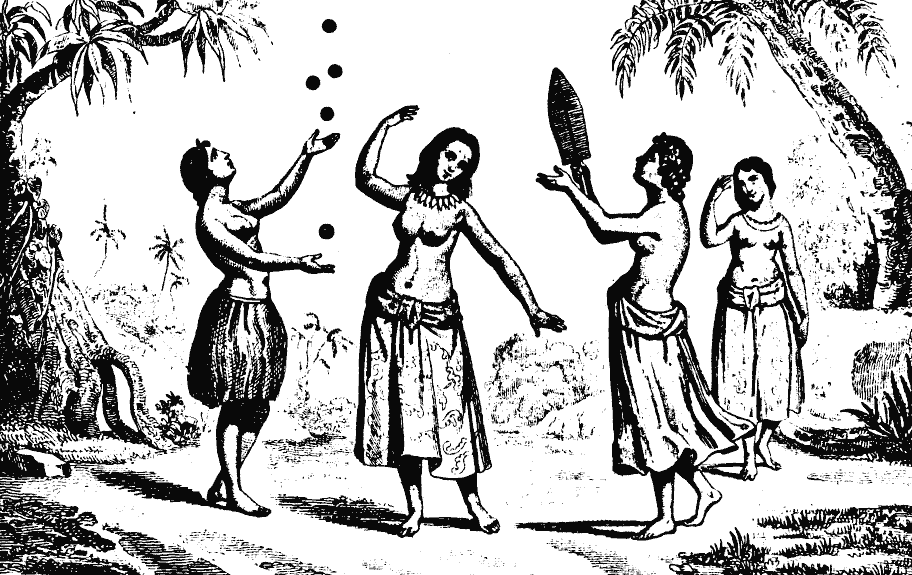
Grabado del que muestra a unas jóvenes de las islas Vava'u interpretando danzas locales y juegos tradicionales.

El deporte más popular en Tonga es el rugby. La selección de rugby de Tonga se conoce como Sea Eagles. A pesar de haber obtenido peores resultados que los equipos de Samoa y Fiyi, el país ha participado en cuatro ocasiones en la Copa del Mundo de Rugby, la primera en 1987. El mejor rendimiento de la selección nacional tuvo lugar en la Copa Mundial de Rugby de 2007, cuando el país derrotó a los Estados Unidos y a Samoa, con resultados de 25 a 15 puntos y 19 a 15 puntos, respectivamente. Sin embargo, en los dos partidos siguientes, perdió ante Sudáfrica e Inglaterra, y terminó en el tercer lugar de su grupo, no obteniendo el pase a los cuartos de final pero clasificando a la siguiente edición de la Copa Mundial de Rugby.
La Asociación de Fútbol de Tonga es miembro de la FIFA y la Confederación de Fútbol de Oceanía desde 1994. El primer partido internacional de la selección de fútbol de Tonga se celebró el 29 de agosto de 1979, donde fue goleada por Tahití en el marco de los Juegos del Pacífico Sur. La mayor derrota sufrida por el equipo fue el 9 de abril de 2001, cuando perdió ante Australia por 22-0. La mayor victoria de Tonga se llevó a cabo en contra de la selección de fútbol de Micronesia el 5 de julio de 2003, durante los Juegos del Pacífico Sur en Fiyi, con una puntuación de 7-0.
El Comité Olímpico Nacional se formó en 1963 y fue oficialmente reconocido por el Comité Olímpico Internacional (COI) en 1984. Tonga participó por primera vez en los Juegos Olímpicos de 1984 en Los Ángeles. La primera y única medalla del país fue conquistada en 1996, cuando el boxeador Paea Wolfgramm recibió la medalla de plata. Debido a las condiciones climáticas del país, nunca ha participado en los Juegos Olímpicos de Invierno.
Las características geográficas del archipiélago aportan múltiples facilidades para la práctica de diversos deportes acuáticos. La mayor parte de estos se ha desarrollado como una forma de impulsar el turismo; entre los más importantes se encuentran el buceo, la vela, los saltos, el esnórquel, la pesca deportiva, el kayak y la natación. Los deportes extremos, como el surf, el jet-kayak y el kitesurf, han cobrado popularidad en años recientes, principalmente en las islas Vava'u. Fueron las posibilidades ofrecidas por el archipiélago la razón para elegirlo como lugar donde disputar el Camel Trophy 2000, la edición más diferente de todas y la última de la llamada Gran aventura. La organización aportó vehículos de motor acuáticos en lugar de los terrestres. Allí se disputaron pruebas en bicicleta de montaña, escalada por acantilados o buceo, además de navegar en las lanchas fueraborda. Los participantes lucieron las banderas de Alemania, Austria, una "coalición" integrada por los miembros del Benelux, otra "coalición" representando a los países escandinavos, España con un equipo de la Península y otro llevando la bandera de las islas Canarias, Francia, Grecia, Italia, Japón, Portugal, Reino Unido, Rusia, Sudáfrica, Suiza y Turquía. Todos recorrieron unas mil millas náuticas.
Además de los juegos populares en todo el mundo, algunos otros juegos son tradicionales en Tonga. El país tiene una gran cantidad de formas de entretenimiento tradicional, especialmente para los niños. El pani es un juego entre dos equipos en el que se utiliza una pelota de tenis y doce latas de aluminio. Un equipo debe construir una torre con las latas, mientras que el otro trata de derribar la torre con la pelota de tenis. El equipo que construyó la torre debe reconstruirla en menos de diez segundos. Si esto sucede, el equipo consigue un punto. El juego sigue, siempre alternando turnos. El hico es un juego que incluye danza y malabarismo. Gana quien maneja el mayor número de artículos, ya sea frutas, pelotas de tenis y botellas vacías.